# Liste der Biografien/Bak
Liste der Biografien |
Portal Biografien |
Personensuche
# |
A |
B |
C |
D |
E |
F |
G |
H |
I |
J |
K |
L |
M |
N |
O |
P |
Q |
R |
S |
T |
U |
V |
W |
X |
Y |
Z |
?
 
Ba |
Be |
Bd |
Bg |
Bh |
Bi |
Bj |
Bl |
Bm |
Bn |
Bo |
Br |
Bs |
Bu |
Bw |
By |
Bz
 
Baa |
Bab |
Bac |
Bad |
Bae |
Baf |
Bag |
Bah |
Bai |
Baj |
Bak |
Bal |
Bam |
Ban |
Bao |
Bap |
Baq |
Bar |
Bas |
Bat |
Bau |
Bav |
Baw |
Bax–Baz
Die Liste der Biografien führt alle Personen auf, die in der deutschsprachigen Wikipedia einen Artikel haben. Dieses ist eine Teilliste mit 709 Einträgen von Personen, deren Namen mit den Buchstaben „Bak“ beginnt.

## Bak
- Bak, ägyptischer Bildhauer unter Pharao Echnaton
- Bak, Hoherpriester in Heliopolis
- Bak Nielsen, Kristian (* 1982), dänischer Fußballspieler
- Bak, Aad (1926–2009), niederländischer Fußballspieler
- Bak, Alexander (* 1991), dänischer Basketballspieler
- Bąk, Arkadiusz (* 1974), polnischer Fußballspieler
- Bąk, Bożena (* 1966), polnische Badmintonspielerin
- Bąk, Daniel (* 2005), polnischer Fußballspieler
- Bąk, Dariusz (* 1958), polnischer Politiker, Mitglied des Sejm
- Bak, Frans (* 1958), dänischer Komponist, Saxophonist und Pianist
- Bak, Glenn (* 1981), dänischer Radrennfahrer
- Bąk, Henryk (1930–1998), polnischer Politiker, Sejm-Abgeordneter
- Bąk, Jacek (* 1973), polnisch-französischer Fußballspieler
- Bak, János M. (1929–2020), ungarischer Historiker
- Bak, Je-ga (1750–1815), koreanischer Politiker und neokonfuzianischer Philosoph
- Bak, Ji-won (1737–1805), koreanischer Politiker und neokonfuzianischer Philosoph
- Bak, Jonas (* 1985), deutscher Filmregisseur und Drehbuchautor
- Bąk, Justyna (* 1974), polnische Langstrecken-, Hindernis- und Mittelstreckenläuferin
- Bak, Kazimierz (* 1956), deutscher Ultramarathonläufer
- Bak, Keon-woo (* 2001), südkoreanischer Fußballspieler
- Bąk, Krzysztof Marek (* 1977), polnischer Künstler
- Bak, Lars, dänischer Informatiker
- Bak, Lars (* 1980), dänischer Radrennfahrer und Sportlicher Leiter
- Bąk, Maria (* 1959), deutsche Langstrecken- und Ultramarathonläuferin
- Bak, Per (1948–2002), dänischer theoretischer Physiker
- Bak, Róbert (1908–1974), ungarisch-amerikanischer Psychoanalytiker
- Bak, Samuel (* 1933), israelisch-litauischer Maler
- Bak, Sofie Lene (* 1973), dänische Historikerin
- Bak, Stéphane (* 1996), kongolesisch-französischer Komiker und SchauspielerStéphane Bak (* 1996)

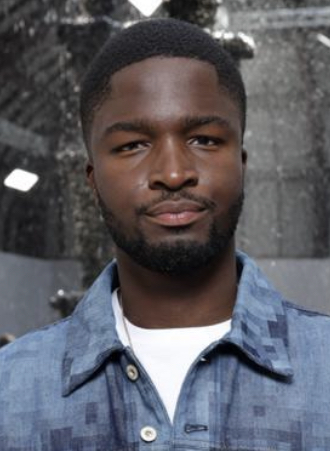
Stéphane Bak (* 1996)

- Bak, Sung-wun (* 1940), nordkoreanischer Eisschnellläufer
- Bąk, Tomasz (* 1991), polnischer Dichter
- Bak, Valérie (1914–2005), ungarische Koloratursopranistin
- Bak, Victor (* 2003), dänischer Fußballspieler
- Bąk, Wojciech (1907–1961), polnischer Schriftsteller und Publizist

### Baka
- Baka, Prinz der altägyptischen 4. Dynastie
- Baka, Józef (1707–1780), polnischer Dichter, Prediger und Jesuit
- Baka, Michal (* 1988), slowakischer Biathlet
- Baka, Mirosław (* 1963), polnischer Schauspieler
- Baka, Władysław (1936–2021), polnischer Wirtschaftswissenschaftler
- Bakabé, Mahamane (* 1947), nigrischer Filmregisseur
- Bakaeva, Sabina (* 1995), usbekische Filmregisseurin
- Bakaitis, Helmut (* 1944), australischer Schauspieler, Regisseur und Drehbuchautor
- Bakaj, Elis (* 1987), albanischer Fußballspieler
- Bakajew, Iwan Petrowitsch (1887–1936), sowjetischer Politiker
- Bakajew, Selimchan Dschabrailowitsch (* 1996), russischer Fußballspieler
- Bakajew, Soltmurad Dschabrailowitsch (* 1999), russischer Fußballspieler
- Bakaki, Constantin (* 1996), kongolesischer Fußballspieler
- Bakal, Abdul Hamid (1939–2024), bruneiischer Adliger und Politiker
- Bakal, Ferhat (* 1998), türkischer Eishockeyspieler
- Bakala, Břetislav (1897–1958), tschechischer Dirigent, Chorleiter und Komponist
- Bakala, Cédrick (* 1992), kongolesischer Fußballtorwart
- Bakala, Dan (* 1987), kanadischer Eishockeytorwart
- Bakala, Zdeněk (* 1961), tschechischer Unternehmer
- Bakalář, Jan Miroslav (1857–1935), österreichischer Priester und Religionslehrer
- Bakalář, Petr (* 1970), tschechischer Publizist und Psychologe
- Bakale, Monika (* 1979), kongolesische Schwimmerin (Republik Kongo)
- Bakale, Rony (* 1987), kongolesischer Schwimmer (Republik Kongo)
- Bakaleinikoff, Constantin (1898–1966), russischer Filmkomponist
- Bakaleinikoff, Mischa (1890–1960), russischer Filmkomponist, der in Hollywood arbeitete
- Bakaleinikoff, Wladimir Romanowitsch (1885–1953), amerikanischer Bratschist, Dirigent und Komponist russischer Herkunft
- Bakalli, Adrian (* 1976), belgischer Fußballspieler
- Bakalli, Mahmut (1936–2006), jugoslawischer bzw. kosovarischer Politiker
- Bakalorz, Dirk (* 1963), deutscher Fußballspieler
- Bakalorz, Marvin (* 1989), deutscher Fußballspieler
- Bakalow, Georgi (1873–1939), bulgarischer Literaturkritiker
- Bakalowa, Elka (* 1931), bulgarische Kunsthistorikerin
- Bakalowa, Marija (* 1996), bulgarische SchauspielerinMarija Bakalowa (* 1996)

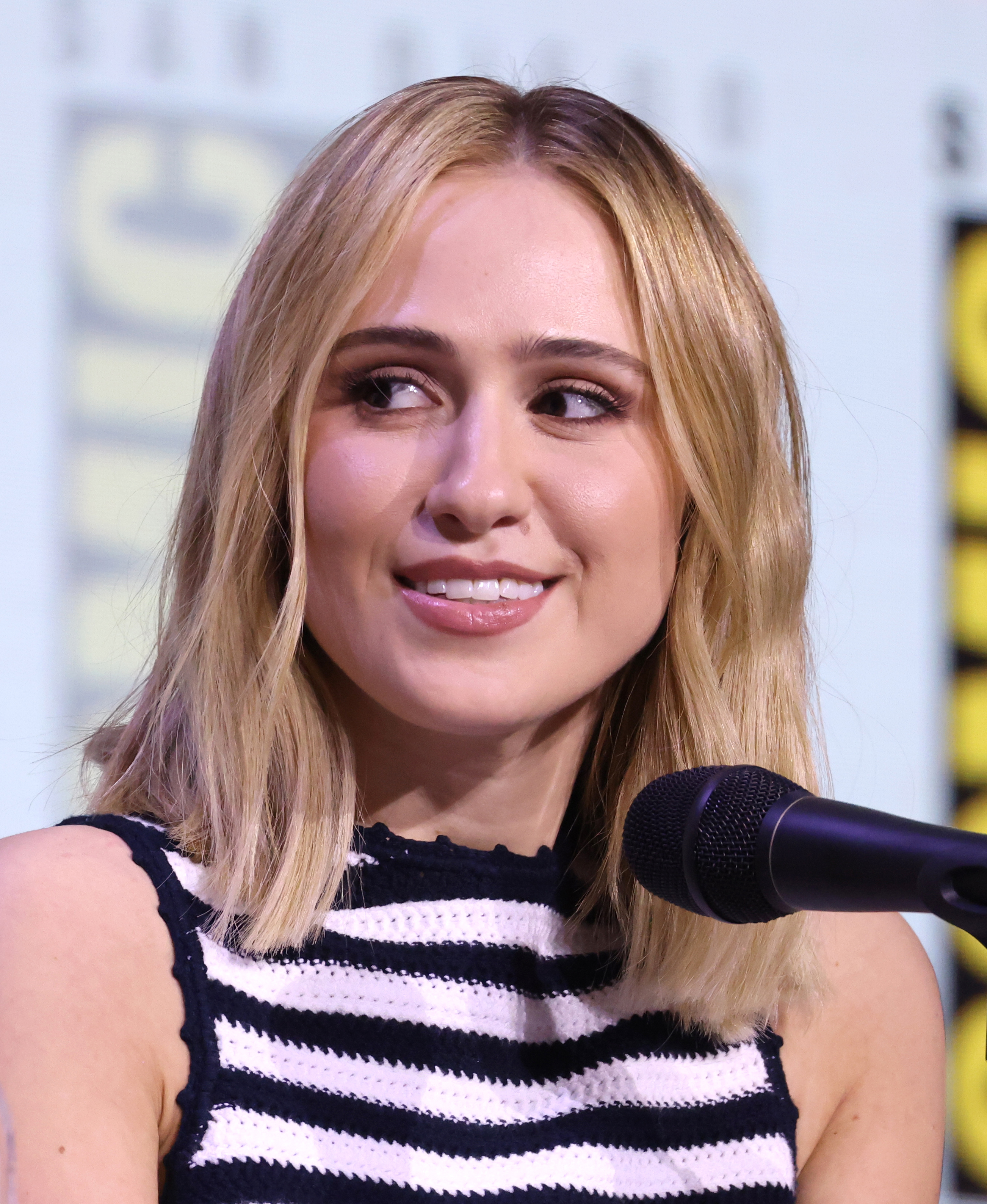
Marija Bakalowa (* 1996)

- Bakałowicz, Władysław (1833–1903), polnischer Genre-, Historien- und Aktmaler
- Bakaltschuk, Tatjana Wladimirowna (* 1975), russische Unternehmerin
- Bakam Tzuche, Pilar (* 1988), kamerunische Gewichtheberin
- Bakambamba Tambwe, Elisabeth (* 1971), österreichische Tänzerin, Choreografin und Künstlerin kongolesischer Abstammung
- Bakambu, Cédric (* 1991), französisch-kongolesischer Fußballspieler
- Bakan, David (1921–2004), US-amerikanischer Psychologe
- Bakan, Igor (* 1984), litauischer Opernsänger (Bassbariton)
- Bakan, Seda (* 1985), türkische Schauspielerin
- Bakan, Serkan (* 2001), türkischer Fußballspieler
- Bakan, Viktorija, litauische Opernsängerin (Sopran)
- Bakanic, Christian (* 1980), österreichischer Jazz- und Weltmusikkünstler (Akkordeon, Piano, Komposition)
- Bakanic, Ladislava (1924–2021), US-amerikanische Turnerin
- Bakanja, Isidor († 1909), afrikanischer Maurer; von der römisch-katholischen Kirche seliggesprochenIsidor Bakanja († 1909)

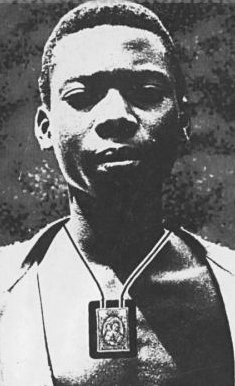
Isidor Bakanja († 1909)

- Bakanow, Iwan (* 1974), ukrainischer Filmschaffender und Vorsitzender der Inlandsgeheimdienstes
- Bakar, Djamel (* 1989), französisch-komorischer Fußballspieler
- Bakar, Georges Michel (* 1946), ägyptischer Erzbischof
- Bakar, Mohamed (* 1973), komorischer Sprinter
- Bakare, Airat (* 1967), nigerianische Sprinterin
- Bakare, Prisca, britische Schauspielerin
- Bakare, Sebastian (* 1940), simbabwischer anglikanischer Geistlicher und Hochschullehrer
- Bakare, Tobi (* 1989), britischer Schauspieler
- Bakari, Grace (* 1954), ghanaische Sprinterin
- Bakari, Mtoro (1869–1927), ostafrikanischer Autor und Lektor
- Bakarić, Vladimir (1912–1983), jugoslawischer Politiker
- Bakarinow, Juri Michailowitsch (* 1938), sowjetisch-russischer Hammerwerfer
- Bakarski, Anton, bulgarischer Kameramann
- Bakary, Djibo (1922–1998), sozialistischer nigrischer Politiker
- Bakary, Yaou Sangaré (* 1964), nigrischer Politiker und Diplomat
- Bakas, Vytautas (* 1977), litauischer Politiker, Verwaltungsjurist und Gewerkschafter, seit November 2016 Mitglied des Seimas
- Bakasetas, Anastasios (* 1993), griechischer Fußballspieler
- Bakastowa, Julija (* 1996), ukrainische Säbelfechterin
- Bakathir, Ali Ahmad (1910–1969), ägyptischer Schriftsteller
- Bakatin, Wadim Wiktorowitsch (1937–2022), russischer Vorsitzender des KGB (1991)
- Bakatukanda, Elias (* 2004), deutscher Fußballspieler
- Bakaveckas, Audrius (* 1968), litauischer Richter
- Bakay, Nick (* 1959), US-amerikanischer Schauspieler und ProduzentNick Bakay (* 1959)

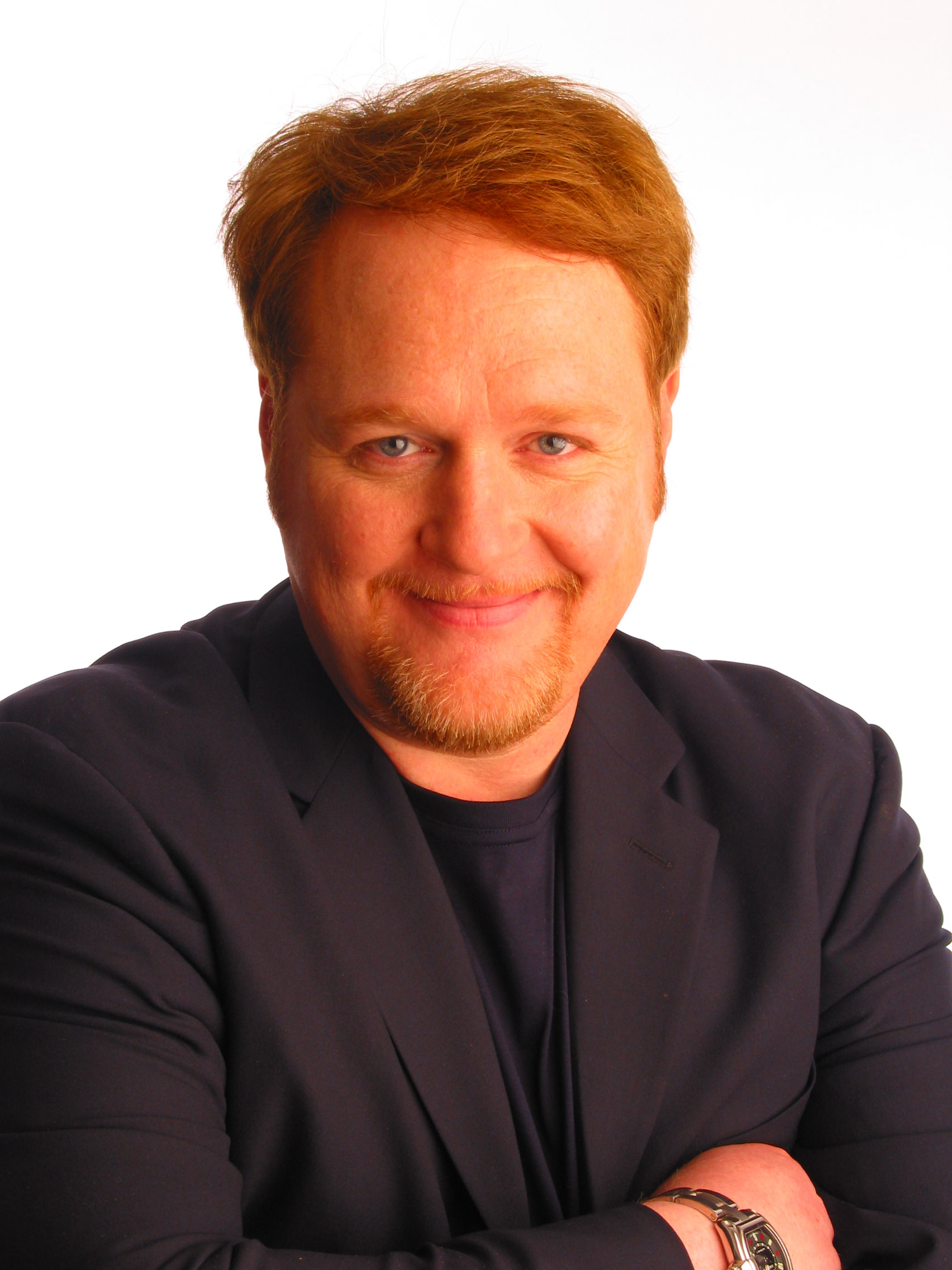
Nick Bakay (* 1959)

- Bakay, Şefik (1900–1983), türkischer Politiker
- Bakayogo, Zoumana (* 1986), ivorischer Fußballspieler
- Bakayoko, Hamed (1965–2021), ivorischer Politiker, Premierminister der Elfenbeinküste
- Bakayoko, Ibrahima (* 1976), ivorischer Fußballspieler
- Bakayoko, Johan (* 2003), belgisch-ivorischer FußballspielerJohan Bakayoko (* 2003)

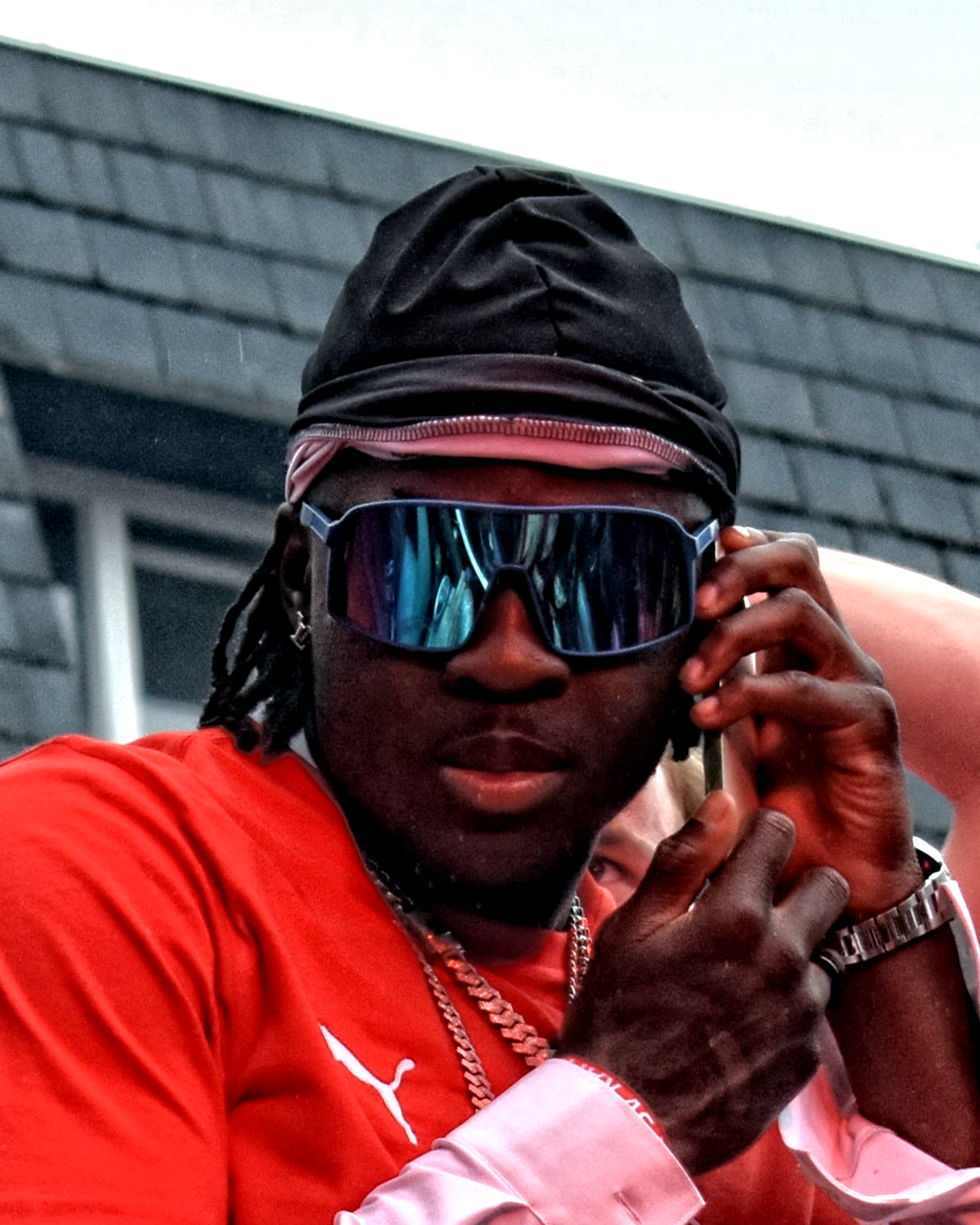
Johan Bakayoko (* 2003)

- Bakayoko, Tiemoué (* 1994), französischer Fußballspieler
- Bakayoko, Youssouf (1943–2023), ivorischer Politiker und Diplomat

### Bakc
- Bakcheios aus Tanagra, antiker griechischer Arzt
- Bakchios (Töpfer II), griechischer Töpfer
- Bakchios (Töpfer I), griechischer Töpfer
- Bakchylides, griechischer Lyriker
- Bakcsi, György (1933–2019), ungarischer Schachkomponist

### Bakd
- Bakdasch, Chalid (1912–1995), syrischer Politiker

### Bake
- Bake, Alfred von (1854–1934), preußischer Beamter
- Bake, Elise (1851–1928), deutsche Schriftstellerin
- Bäke, Franz (1898–1978), deutscher Generalmajor im Zweiten Weltkrieg
- Bake, Hans (1885–1975), deutscher Amtshauptmann
- Bake, Heinz (* 1928), deutscher Fußballspieler
- Bake, John (1787–1864), niederländischer klassischer Philologe und Literaturwissenschaftler
- Bake, Jürgen, bremischer Admiral
- Bake, Reinhard (1587–1657), deutscher evangelischer Theologe, 1. Domprediger am Magdeburger Dom
- Bake, Rita (* 1952), deutsche Wirtschafts- und Sozialhistorikerin, Bibliothekarin, Autorin

#### Bakej
- Bakejew, Nikolai Filippowitsch (1932–2016), russischer Chemiker, Polymerchemiker und Hochschullehrer

#### Bakel
- Bakel, Frank van (* 1958), niederländischer Radrennfahrer
- Bakel, Gerrit van (1943–1984), niederländischer Maler, Möbeldesigner und Vertreter der Kinetischen Kunst
- Bakelants, Jan (* 1986), belgischer RadrennfahrerJan Bakelants (* 1986)

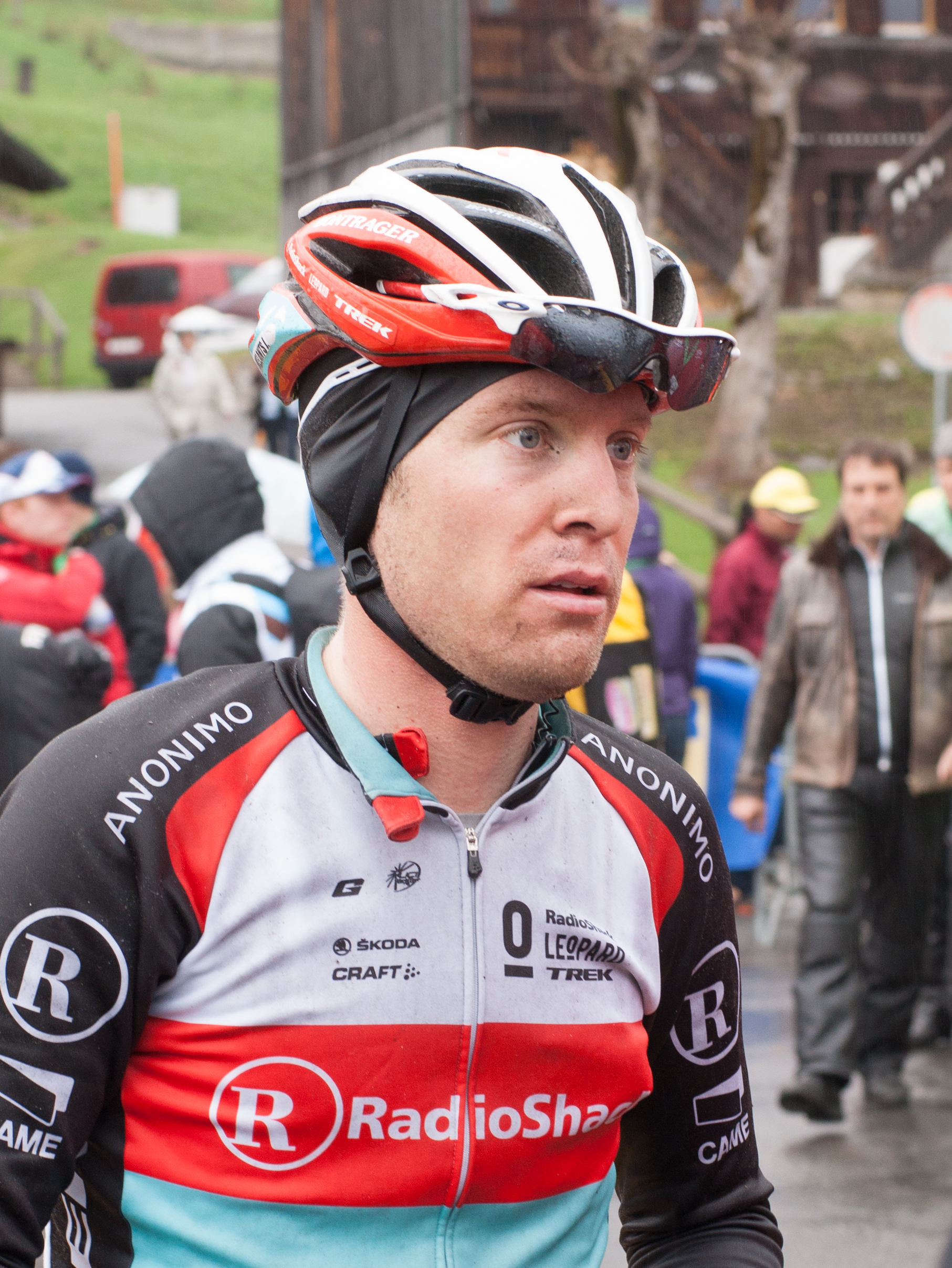
Jan Bakelants (* 1986)

- Bakels, Kees (* 1945), niederländischer Dirigent

#### Bakem
- Bakema, Jacob (1914–1981), niederländischer Architekt

#### Baken
- Bakenga, Mushaga (* 1992), norwegisch-kongolesischer Fußballspieler
- Bakenhori, altägyptischer Beamter
- Bakenhus, Gerhard (1860–1939), deutscher Maler
- Bakeni, John Bogna (* 1975), nigerianischer Geistlicher, römisch-katholischer Weihbischof in Maiduguri
- Bakennefi II., Fürst und König von Leontopolis
- Bakennefi III., Herrscher von Herakleopolis und Kemwer
- Bakenptah, Herrscher von Herakleopolis
- Bakenrenef, ägyptischer Wesir unter Psammetich I.
- Bakenrenef, Nachfolger des Tefnachte als 2. und letzter Pharao der 24. Dynastie
- Bakens, Tim (* 1982), niederländischer Fußballspieler
- Bakenurner, altägyptischer Juwelier der 19. Dynastie

#### Baker

##### Baker B
- Baker Brown, Isaac (1811–1873), britischer Gynäkologe

##### Baker E
- Baker Eddy, Mary (1821–1910), US-amerikanische Autorin und Religionsgründerin

##### Baker H
- Baker Hall, Philip (1931–2022), US-amerikanischer SchauspielerPhilip Baker Hall (1931–2022)

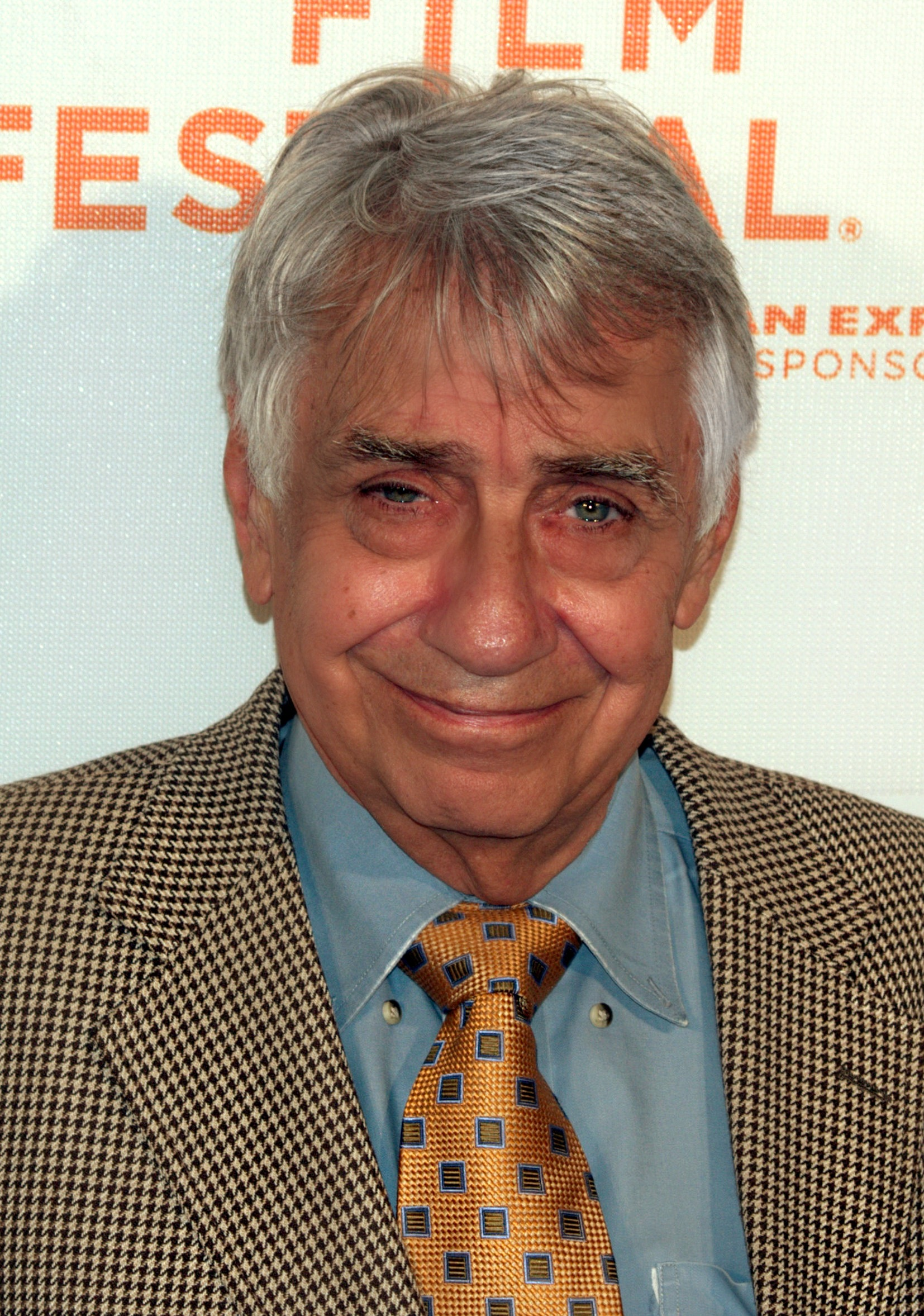
Philip Baker Hall (1931–2022)

##### Baker K
- Baker Knoll, Catherine (1930–2008), US-amerikanische Politikerin

##### Baker, A – Baker, Z

###### Baker, A
- Baker, Aidan (* 1974), kanadischer Multiinstrumentalist und Autor
- Baker, Alan (1939–2018), britischer Mathematiker
- Baker, Alice, Szenenbildnerin
- Baker, Alison (1921–2014), australische Tennisspielerin
- Baker, Allan J. (1943–2014), kanadisch-neuseeländischer Ornithologe
- Baker, Alpheus (1828–1891), General der Konföderierten Staaten im Amerikanischen Bürgerkrieg
- Baker, Andrew C. (* 1971), britischer Meeresbiologe
- Baker, Anita (* 1958), amerikanische Jazz-Sängerin
- Baker, Annie (* 1981), US-amerikanische Dramatikern und Filmemacherin
- Baker, Art (1898–1966), US-amerikanischer Schauspieler sowie Radio- und Fernsehmoderator
- Baker, Arthur (* 1955), US-amerikanischer DJ, Musikproduzent und Remixer
- Baker, Artie (1914–2004), US-amerikanischer Jazzmusiker (Klarinette)
- Baker, Ashley (* 1990), englische Fußballtorhüterin

###### Baker, B
- Baker, Bastian (* 1991), Schweizer Singer-Songwriter und GitarristBastian Baker (* 1991)

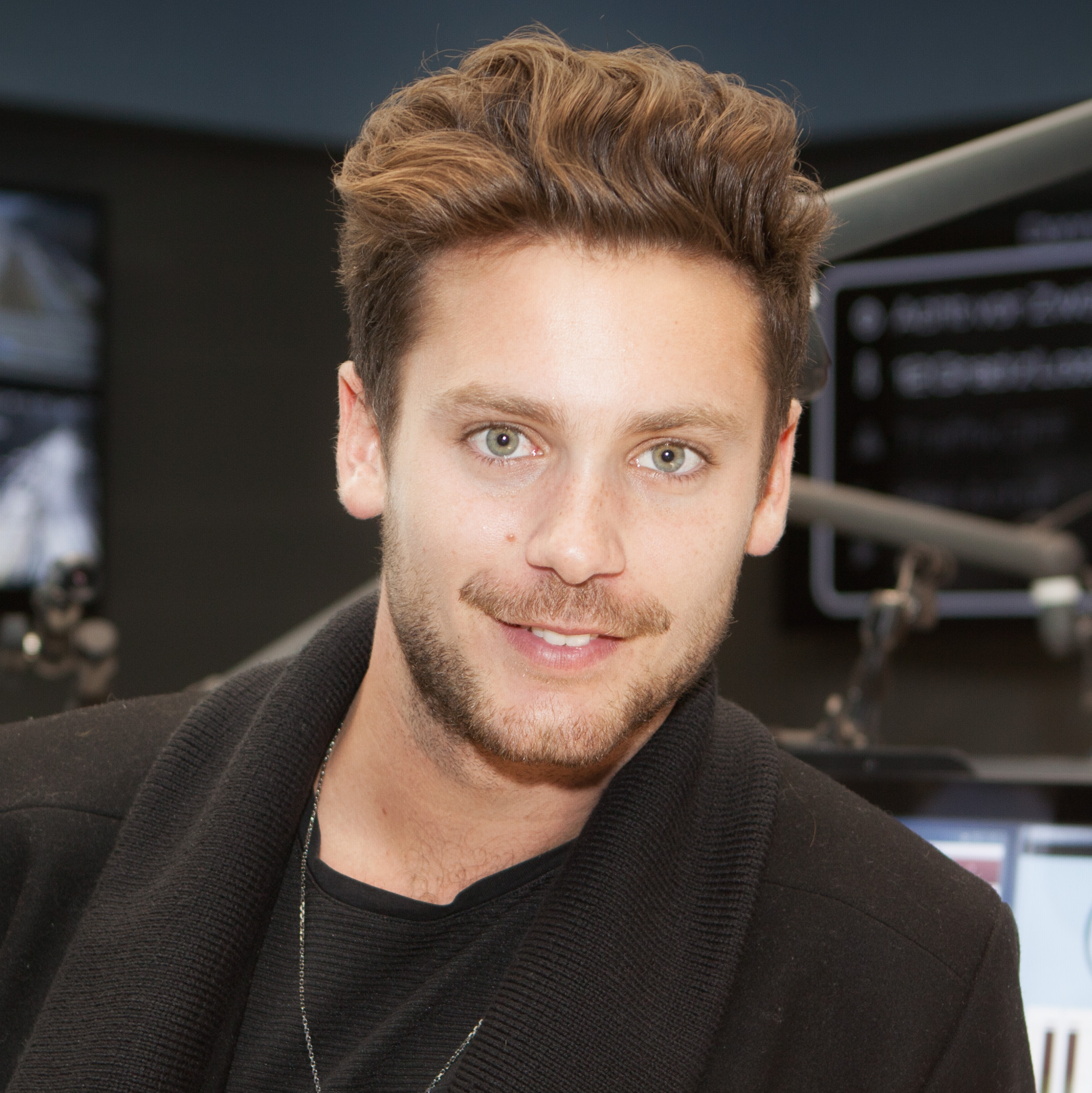
Bastian Baker (* 1991)

- Baker, Beatrice May (1876–1973), englisch-britische Schuldirektorin und Internationalistin
- Baker, Becky Ann (* 1953), US-amerikanische Schauspielerin
- Baker, Benjamin (1840–1907), englischer Bauingenieur
- Baker, Benjamin Franklin (1811–1889), US-amerikanischer Komponist
- Baker, Benjamin Howard (1892–1987), britischer Leichtathlet und Fußballspieler
- Baker, Betsy (* 1955), US-amerikanische Schauspielerin und Sängerin
- Baker, Beverly (1930–2014), US-amerikanische Tennisspielerin
- Baker, Bill (1911–2006), US-amerikanischer Baseballspieler
- Baker, Bill (* 1956), US-amerikanischer Eishockeyspieler
- Baker, Blanche (* 1956), US-amerikanische Schauspielerin
- Baker, Bob (1910–1975), US-amerikanischer Schauspieler
- Baker, Brian (* 1965), US-amerikanischer Punk-Gitarrist und -Bassist
- Baker, Brian (* 1985), US-amerikanischer Tennisspieler
- Baker, Buck (1919–2002), US-amerikanischer NASCAR-Rennfahrer und zweifacher Meister
- Baker, Budda (* 1996), US-amerikanischer American-Football-Spieler
- Baker, Buddy (1918–2002), US-amerikanischer Komponist
- Baker, Buddy (* 1932), US-amerikanischer Musiker (Posaune)
- Baker, Buddy (1941–2015), US-amerikanischer NASCAR-Rennfahrer

###### Baker, C
- Baker, Caleb (1762–1849), US-amerikanischer Jurist und Politiker
- Baker, Carroll (* 1931), US-amerikanische SchauspielerinCarroll Baker (* 1931)

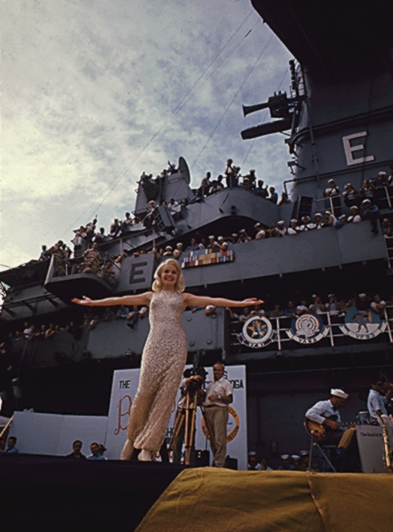
Carroll Baker (* 1931)

- Baker, Carroll Brandon, US-amerikanischer Schauspieler
- Baker, Charles (* 1971), US-amerikanischer Schauspieler, Autor und Regisseur
- Baker, Charles Henry (* 1955), haitianischer Präsidentschaftskandidat und Geschäftsmann
- Baker, Charles S. (1839–1902), US-amerikanischer Politiker
- Baker, Charlie (* 1956), US-amerikanischer Politiker
- Baker, Chet (1929–1988), amerikanischer Jazzmusiker, Sänger und KomponistChet Baker (1929–1988)

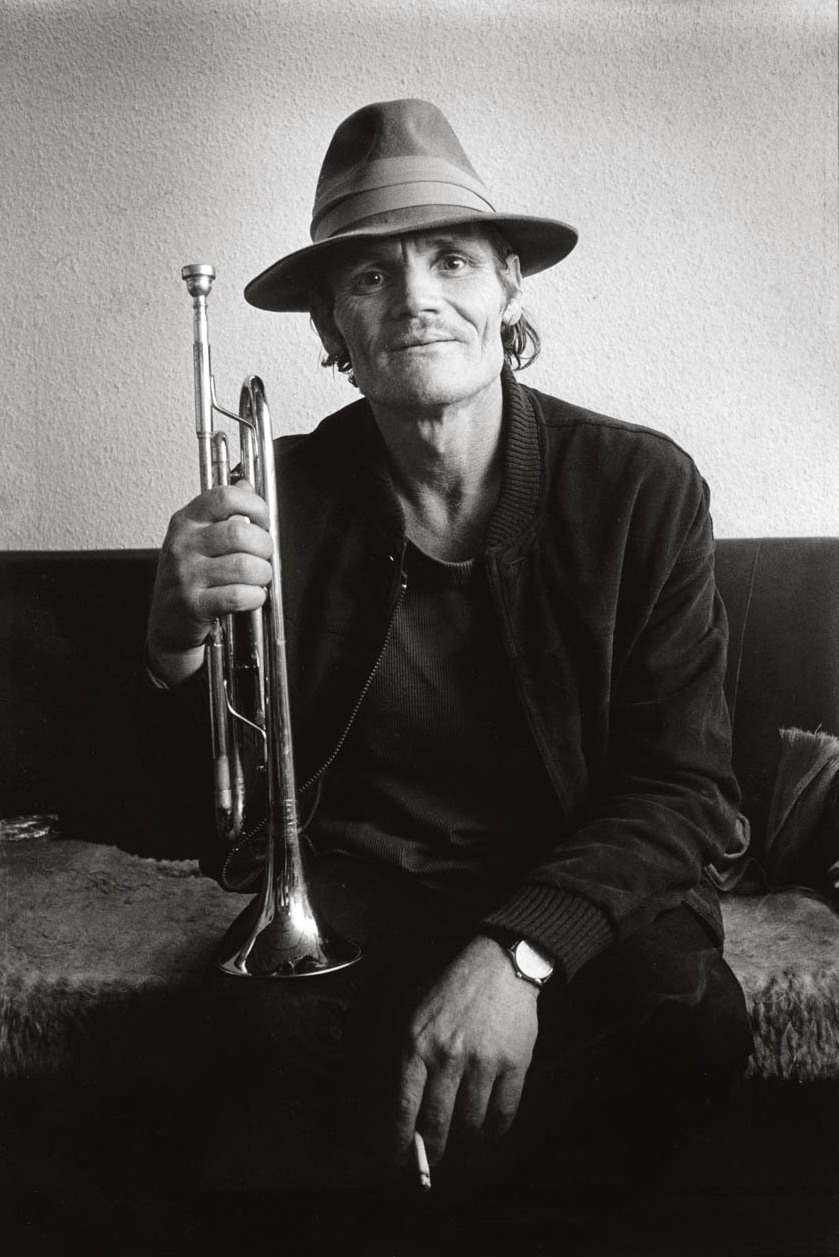
Chet Baker (1929–1988)

- Baker, Chris (* 1948), britischer Historiker und Publizist
- Baker, Chris (* 1991), britischer Hochspringer
- Baker, Clive (* 1942), britischer Automobilrennfahrer
- Baker, Clyde N. (1930–2022), US-amerikanischer Geotechniker
- Baker, Colin (1934–2021), walisischer Fußballspieler
- Baker, Colin (* 1943), englischer Schauspieler
- Baker, Conrad (1817–1885), US-amerikanischer Politiker

###### Baker, D
- Baker, David (1931–2016), US-amerikanischer Jazzposaunist, Komponist und Jazz-Autor
- Baker, David (* 1962), US-amerikanischer Chemiker
- Baker, David (* 1972), US-amerikanischer Pokerspieler
- Baker, David (* 1986), US-amerikanischer Pokerspieler
- Baker, David Aaron (* 1963), US-amerikanischer Schauspieler
- Baker, David J. (1792–1869), US-amerikanischer Politiker
- Baker, Dean (* 1958), US-amerikanischer Volkswirt und Publizist
- Baker, Dee Bradley (* 1962), US-amerikanischer Synchronsprecher
- Baker, Diane (* 1938), US-amerikanische Schauspielerin
- Baker, Dorothy (1907–1968), US-amerikanische Schriftstellerin
- Baker, Duck (* 1949), US-amerikanischer Musiker
- Baker, Dylan (* 1959), US-amerikanischer SchauspielerDylan Baker (* 1959)

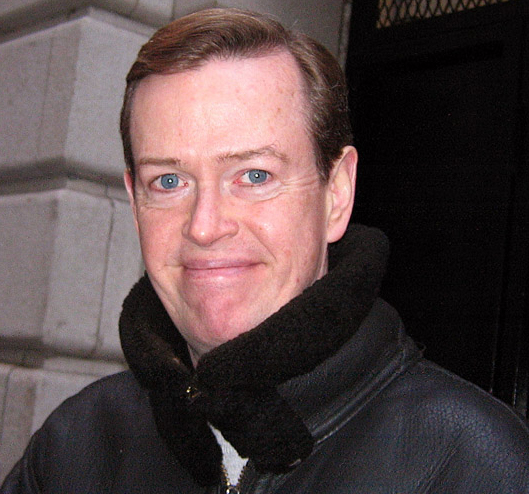
Dylan Baker (* 1959)

###### Baker, E
- Baker, Eddie (1927–2018), US-amerikanischer Jazzmusiker (Piano, auch Komposition)
- Baker, Edward Charles Stuart (1864–1944), indisch-britischer Ornithologe, Oologe, Naturforscher und Polizist in Indien
- Baker, Edward Dickinson (1811–1861), US-amerikanischer Politiker
- Baker, Edward Norman (1857–1913), britischer Kolonialgouverneur (Bengalen)
- Baker, Edythe (1899–1971), amerikanische Jazzpianistin des frühen Jazz und Tänzerin
- Baker, Ekaterina, kanadische Schauspielerin und Filmproduzentin
- Baker, Ella (1903–1986), US-amerikanische Bürgerrechtlerin
- Baker, Ellen S. (* 1953), US-amerikanische Astronautin
- Baker, Ellie (* 1998), britische Mittelstreckenläuferin
- Baker, Else (* 1935), deutsche Zeitzeugin des Holocaust
- Baker, Elsie (1886–1958), US-amerikanische Sängerin (Alt) und Rezitatorin
- Baker, Eric (1920–1976), englischer Menschenrechtsaktivist
- Baker, Erin (* 1961), neuseeländische Triathletin
- Baker, Etta (1913–2006), US-amerikanische Blues-Sängerin und Gitarristin
- Baker, Ezra, US-amerikanischer Politiker
- Baker, Ezra R. (1913–1990), US-amerikanischer Filmproduzent, Filmregisseur und Filmschauspieler

###### Baker, F
- Baker, Florence (1841–1916), englische AfrikaforscherinFlorence Baker (1841–1916)

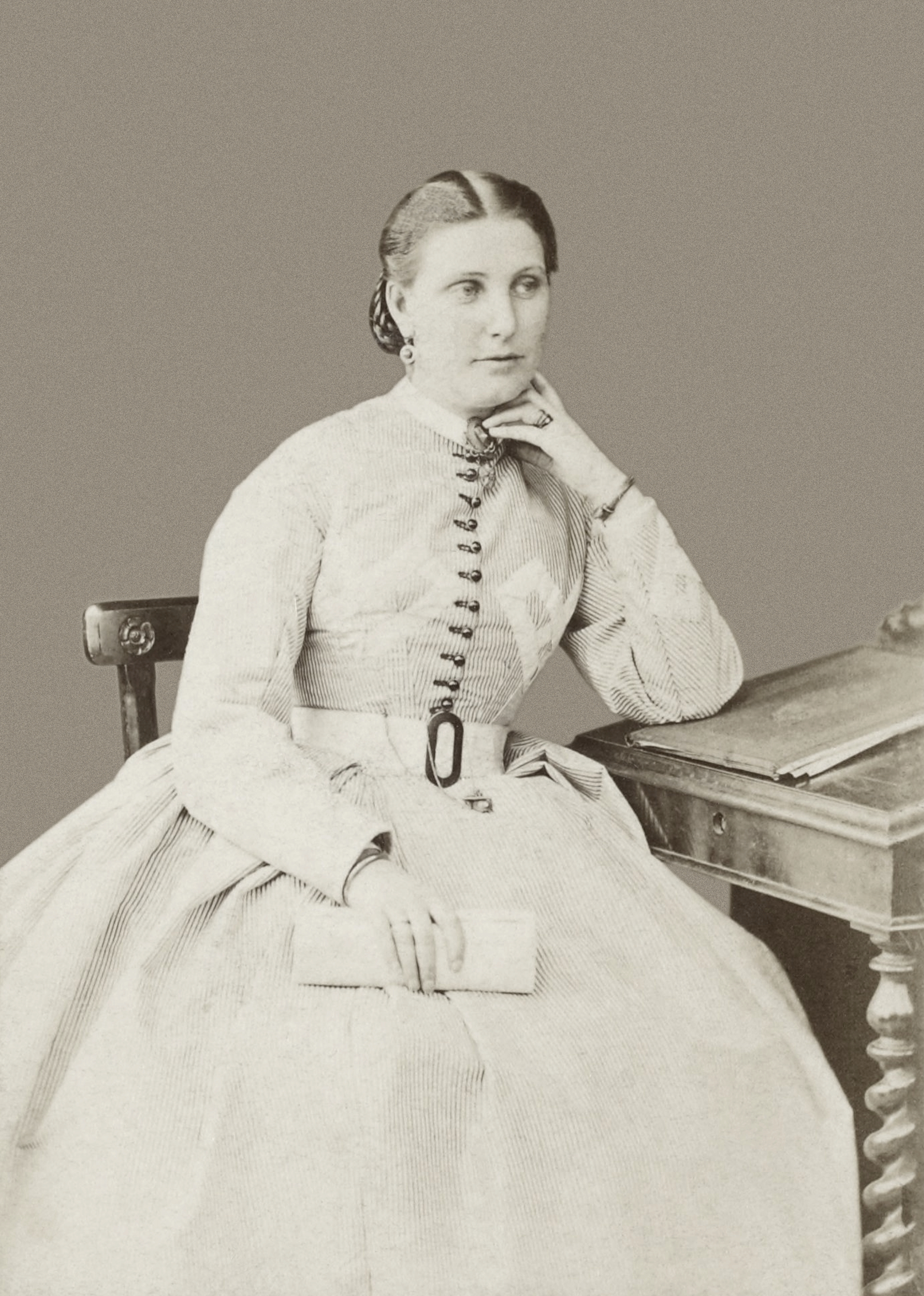
Florence Baker (1841–1916)

- Baker, Frances Ellen (1902–1995), US-amerikanische Mathematikerin und Hochschullehrerin
- Baker, Frank (1886–1963), US-amerikanischer Baseballspieler
- Baker, Frank Collins (1867–1942), US-amerikanischer Malakologe, Paläontologe und Ökologe
- Baker, Fred (1932–2011), US-amerikanischer Filmemacher, Regisseur, Drehbuchautor, Filmproduzent und Schauspieler
- Baker, Fred (* 1972), belgischer Trance-DJ und -Produzent
- Baker, Fred T. (* 1960), britischer Fusionbassist und Gitarrist
- Baker, Frederick (1965–2020), österreichisch-britischer Filmemacher, Medienwissenschaftler und Archäologe
- Baker, Friend (1890–1988), US-amerikanischer Kameramann

###### Baker, G
- Baker, Gary (* 1952), US-amerikanischer Musikproduzent und Songwriter
- Baker, Geoffrey Harding (1912–1980), britischer Generalfeldmarschall
- Baker, Geoffrey Hunter (1916–1999), britischer Diplomat
- Baker, George (1931–2011), britischer Schauspieler
- Baker, George (1936–2024), walisischer Fußballspieler
- Baker, George Augustus jr (1821–1880), US-amerikanischer Porträtmaler
- Baker, George Augustus sr. (1760–1847), amerikanischer Miniatur- und Porträtmaler
- Baker, George C. (* 1951), US-amerikanischer Organist, Komponist, Musikpädagoge und Dermatologe
- Baker, George Pierce (1866–1935), englischer Theaterwissenschaftler
- Baker, George W. (1917–1996), britischer Diplomat
- Baker, Georgia (* 1994), australische Radsportlerin
- Baker, Gilbert (1951–2017), US-amerikanischer Künstler und Aktivist der Lesben- und Schwulenbewegung
- Baker, Ginger (1939–2019), britischer SchlagzeugerGinger Baker (1939–2019)

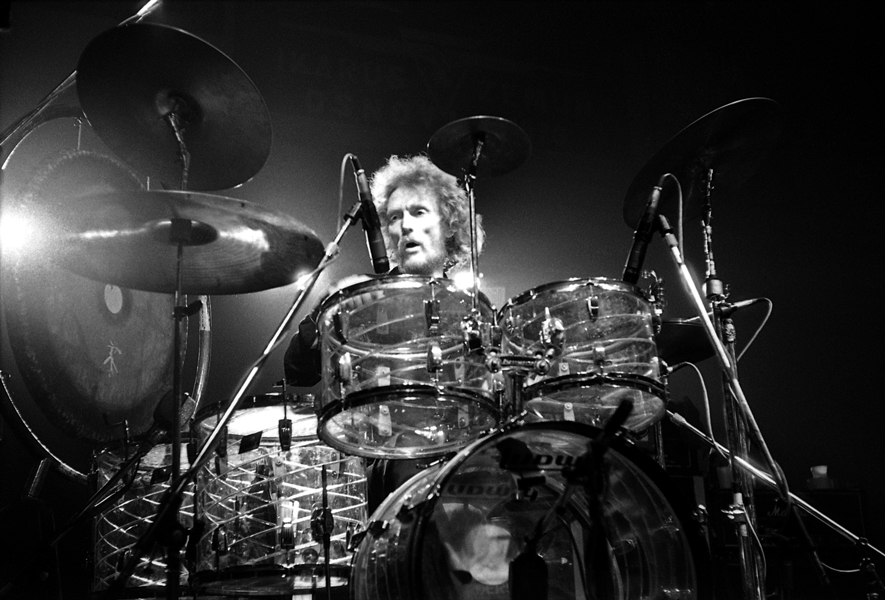
Ginger Baker (1939–2019)

- Baker, Gladys Elizabeth (1908–2007), US-amerikanische Mykologin und Hochschullehrerin
- Baker, Gladys Pearl (1902–1984), US-amerikanische Frau, Mutter von Marilyn Monroe und Berniece Baker Miracle

###### Baker, H
- Baker, Harold (1914–1966), US-amerikanischer Jazz-Trompeter des Swing
- Baker, Helen (* 1944), britische Ornithologin
- Baker, Henry (1698–1774), englischer Universalgelehrter, Stifter der Baker-Vorlesung
- Baker, Henry Frederick (1866–1956), britischer Mathematiker
- Baker, Henry Moore (1841–1912), US-amerikanischer Politiker
- Baker, Herbert (1862–1946), britischer Architekt und Stadtplaner
- Baker, Herbert Brereton (1862–1935), englischer Chemiker
- Baker, Hinemoana (* 1968), neuseeländische Lyrikerin und Singer-Songwriterin
- Baker, Hobey (1892–1918), US-amerikanischer Eishockeyspieler
- Baker, Houston A. (* 1943), US-amerikanischer Literaturwissenschaftler
- Baker, Howard (1925–2014), US-amerikanischer Politiker
- Baker, Howard Henry senior (1902–1964), US-amerikanischer Politiker

###### Baker, I
- Baker, Ian (* 1947), australischer Kameramann
- Baker, Irene (1901–1994), US-amerikanische Politikerin
- Baker, Irvine Noel (1932–2001), australisch-britischer Mathematiker
- Baker, Isaac (1875–1961), englischer Fußballschiedsrichter

###### Baker, J
- Baker, J. Thompson (1847–1919), US-amerikanischer Politiker
- Baker, Jack (1947–1994), US-amerikanischer Filmschauspieler
- Baker, James (* 1930), US-amerikanischer PolitikerJames Baker (* 1930)

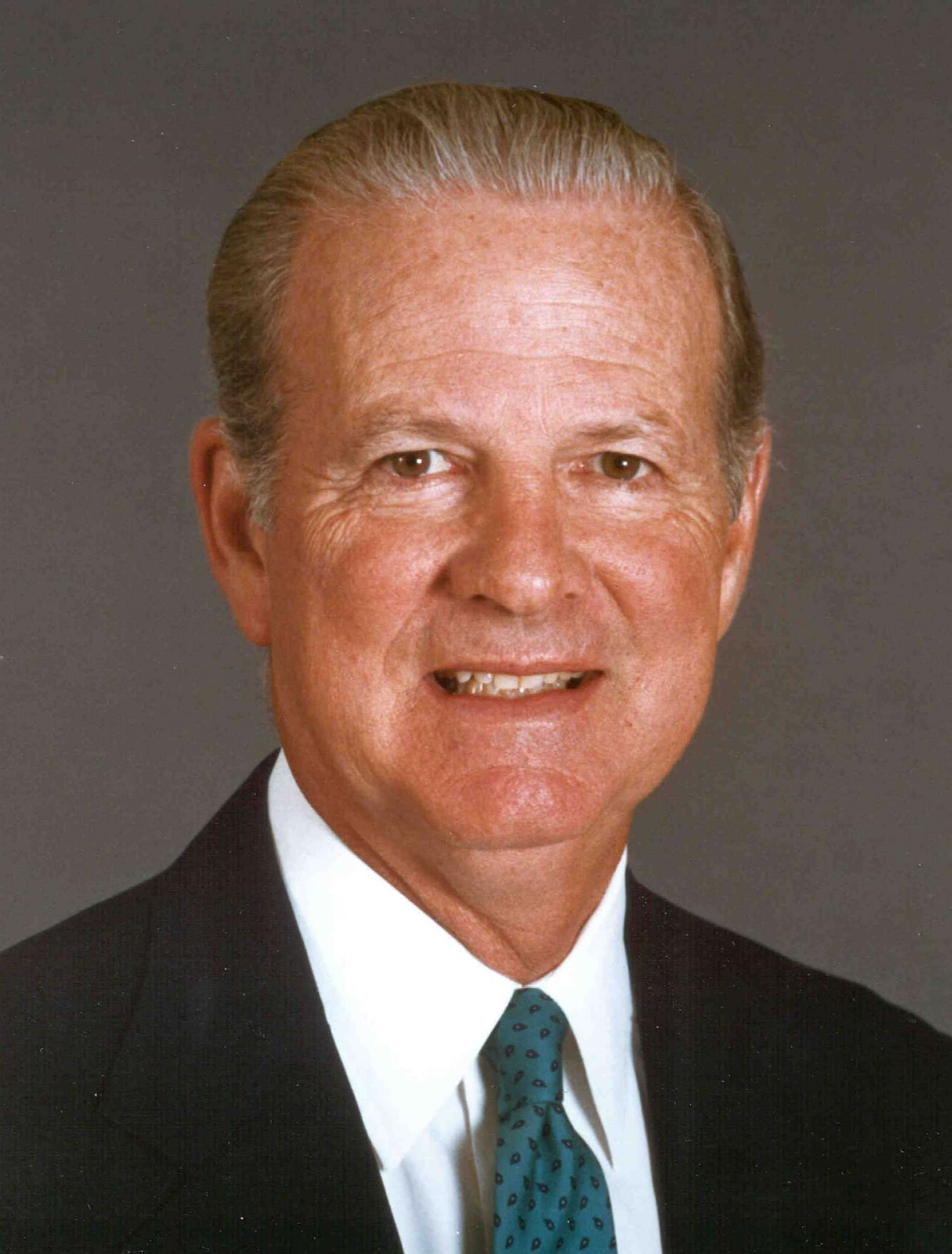
James Baker (* 1930)

- Baker, James G. (1914–2005), US-amerikanischer Astronom und Optiker
- Baker, James H. (1829–1913), US-amerikanischer Offizier und Politiker
- Baker, James M. (* 1942), US-amerikanischer Politiker der Demokratischen Partei
- Baker, James McNair (1821–1892), US-amerikanischer Jurist und Politiker
- Baker, James Robert (1946–1997), US-amerikanischer Drehbuchautor und Schriftsteller
- Baker, Jamie (* 1966), kanadischer Eishockeyspieler und Radiokommentator
- Baker, Jamie (* 1986), britischer Tennisspieler
- Baker, Janet (* 1933), britische Sängerin mit der Stimmlage Mezzosopran und AltJanet Baker (* 1933)

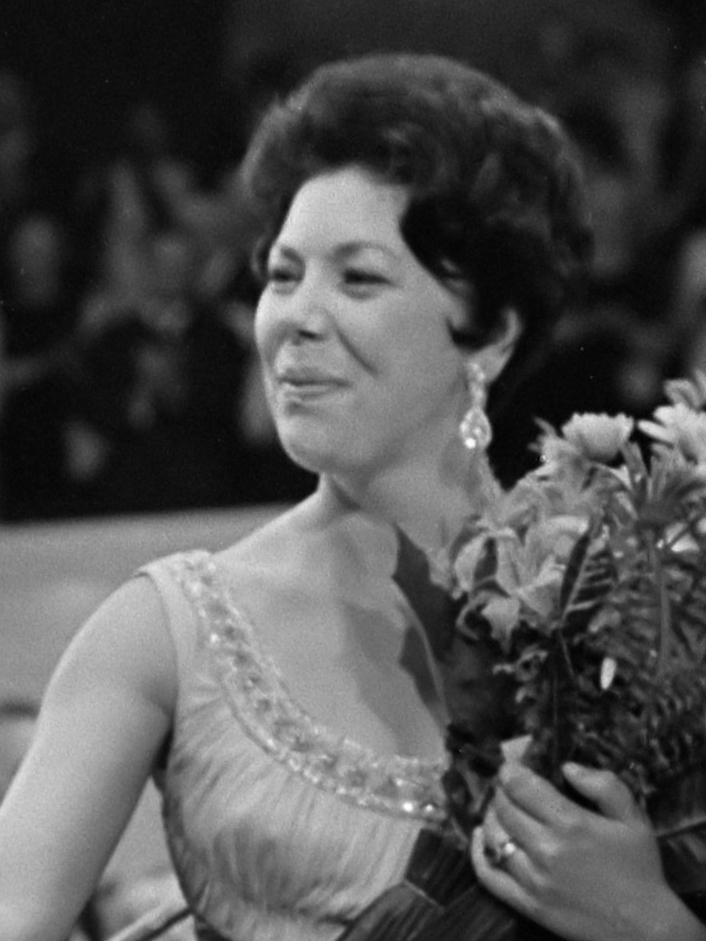
Janet Baker (* 1933)

- Baker, Jean-Luc (* 1993), US-amerikanischer Eiskunstläufer
- Baker, Jeff (* 1981), US-amerikanischer Baseballspieler
- Baker, Jeffrey J. W. (* 1931), US-amerikanischer Biologe
- Baker, Jehu (1822–1903), US-amerikanischer Politiker
- Baker, Jerome (* 1996), US-amerikanischer Footballspieler
- Baker, Jim (* 1950), US-amerikanischer Jazzmusiker
- Baker, Joby (* 1934), kanadischer Schauspieler
- Baker, Joe (1940–2003), englisch-schottischer Fußballspieler und -trainer
- Baker, Joe Don (1936–2025), US-amerikanischer Schauspieler
- Baker, John (1769–1823), US-amerikanischer Politiker
- Baker, John (1813–1872), englisch-australischer Politiker
- Baker, John (1901–1985), britischer Bauingenieur und Professor für Baustatik
- Baker, John (1928–2014), britischer Theologe; Bischof von Salisbury
- Baker, John Gilbert (1834–1920), britischer Botaniker, Taxonom und Ökologe
- Baker, John Harris (1832–1915), US-amerikanischer Jurist und Politiker
- Baker, John Horton (1907–1957), britischer Autorennfahrer
- Baker, Joseph T. (1932–2018), australischer Meeresbiologe und Rugbyspieler
- Baker, Josephine (1906–1975), US-amerikanisch-französische Tänzerin, Sängerin und SchauspielerinJosephine Baker (1906–1975)

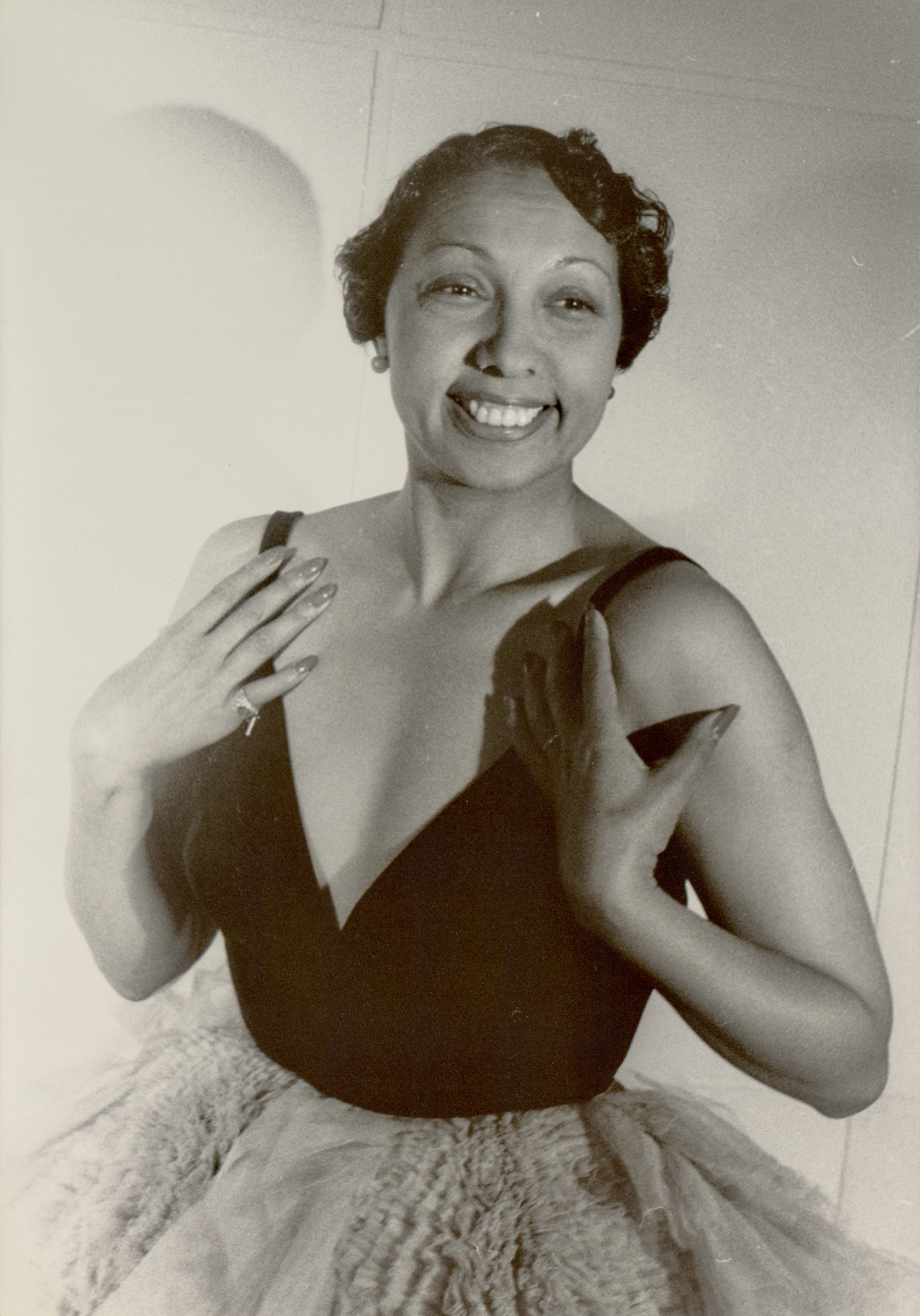
Josephine Baker (1906–1975)

- Baker, Joshua (1799–1885), US-amerikanischer Politiker
- Baker, Judith (1938–2014), US-amerikanisch-kanadische Philosophin
- Baker, Julien (* 1995), US-amerikanische Indie-Rock-Musikerin

###### Baker, K
- Baker, Kage (1952–2010), US-amerikanische Schriftstellerin
- Baker, Kathleen (* 1997), amerikanische Schwimmsportlerin
- Baker, Kathy (* 1950), US-amerikanische Schauspielerin
- Baker, Keith (1956–2013), englischer Fußballspieler
- Baker, Kenneth, Baron Baker of Dorking (* 1934), britischer Politiker (Conservative Party), Mitglied des House of Commons
- Baker, Kenny (1921–1999), britischer Jazz-Trompeter
- Baker, Kenny (1934–2016), britischer Schauspieler
- Baker, Keshia (* 1988), US-amerikanische Sprinterin
- Baker, Kitana (* 1977), US-amerikanische Schauspielerin und Model
- Baker, Kristin (* 1975), US-amerikanische Malerin
- Baker, Kyle (* 1965), US-amerikanischer Cartoonist

###### Baker, L
- Baker, Lafayette C. (1826–1868), amerikanischer Nachrichtenoffizier während des Sezessionskriegs
- Baker, LaMar (1915–2003), US-amerikanischer Politiker
- Baker, Laurence Simmons (1830–1907), General der Konföderierten Staaten von Amerika im Amerikanischen Bürgerkrieg
- Baker, Laurie (1917–2007), britisch-indischer Architekt und Designer
- Baker, Laurie (* 1976), US-amerikanische Eishockeyspielerin
- Baker, LaVern (1929–1997), US-amerikanische Rhythm-and-Blues-Sängerin
- Baker, Lawrence (1890–1980), US-amerikanischer Tennisspieler
- Baker, Leigh-Allyn (* 1972), US-amerikanische Schauspielerin
- Baker, Lena (1900–1945), US-amerikanische Frau, hingerichtet
- Baker, Lenny (1945–1982), US-amerikanischer Theaterschauspieler
- Baker, Leo (* 1991), US-amerikanischer Herkunft, skatet professionell
- Baker, Leslie David (* 1958), US-amerikanischer SchauspielerLeslie David Baker (* 1958)

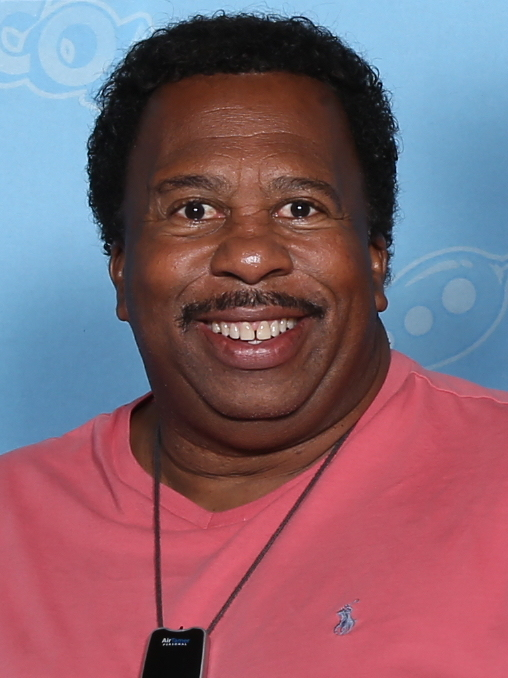
Leslie David Baker (* 1958)

- Baker, Lewis (* 1995), englischer Fußballspieler
- Baker, Lorraine (* 1964), britische Mittelstreckenläuferin
- Baker, Louisa Alice (1856–1926), britisch-neuseeländische Journalistin und Autorin
- Baker, Lucien (1846–1907), US-amerikanischer Politiker
- Baker, Lucy (* 1955), US-amerikanische Künstlerin
- Baker, Lynne Rudder (1944–2017), US-amerikanische Philosophin

###### Baker, M
- Baker, Malia (* 2006), botswanisch-kanadische SchauspielerinMalia Baker (* 2006)
- Baker, Marie (* 1954), irische Juristin

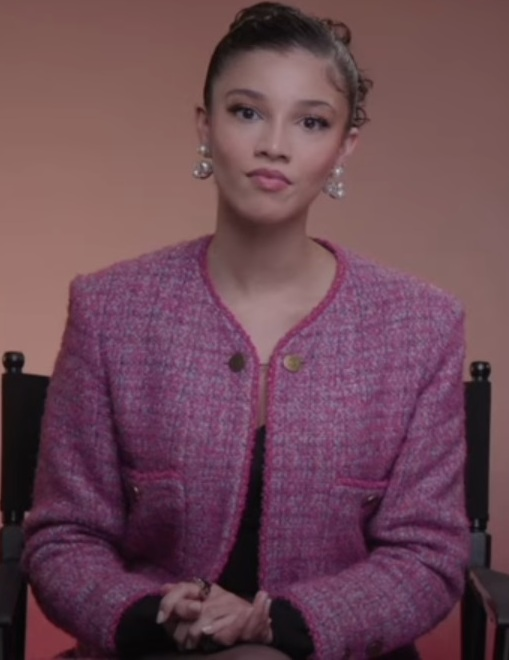
Malia Baker (* 2006)

- Baker, Mark (* 1959), britischer Zeichentrickfilmer
- Baker, Mark C. (* 1959), US-amerikanischer Linguist und Hochschullehrer
- Baker, Martin (* 1967), englischer Organist, Komponist und Dirigent
- Baker, Mashu (* 1994), japanischer Judoka
- Baker, Mathew (1530–1613), englischer Mathematiker und Schiffbauer
- Baker, Michael A. (* 1953), US-amerikanischer Astronaut
- Baker, Michael Conway (* 1937), kanadischer Komponist und Musikpädagoge US-amerikanischer Herkunft
- Baker, Mickey (1925–2012), US-amerikanischer Blues- und Jazz-Gitarrist
- Baker, Mishell (* 1976), amerikanische Fantasy-Autorin
- Baker, Mitchell (* 1959), US-amerikanische Managerin und Vorsitzende der Mozilla Foundation und Mozilla Corporation
- Baker, Mona (* 1953), Übersetzungswissenschaftlerin

###### Baker, N
- Baker, Nathan (* 1991), englischer Fußballspieler
- Baker, Nathaniel B. (1818–1876), US-amerikanischer Politiker
- Baker, Newman Taylor (* 1943), US-amerikanischer Jazzmusiker (Schlagzeug)
- Baker, Newton Diehl junior (1871–1937), US-amerikanischer Politiker der Demokratischen Partei
- Baker, Nicholson (* 1957), US-amerikanischer SchriftstellerNicholson Baker (* 1957)

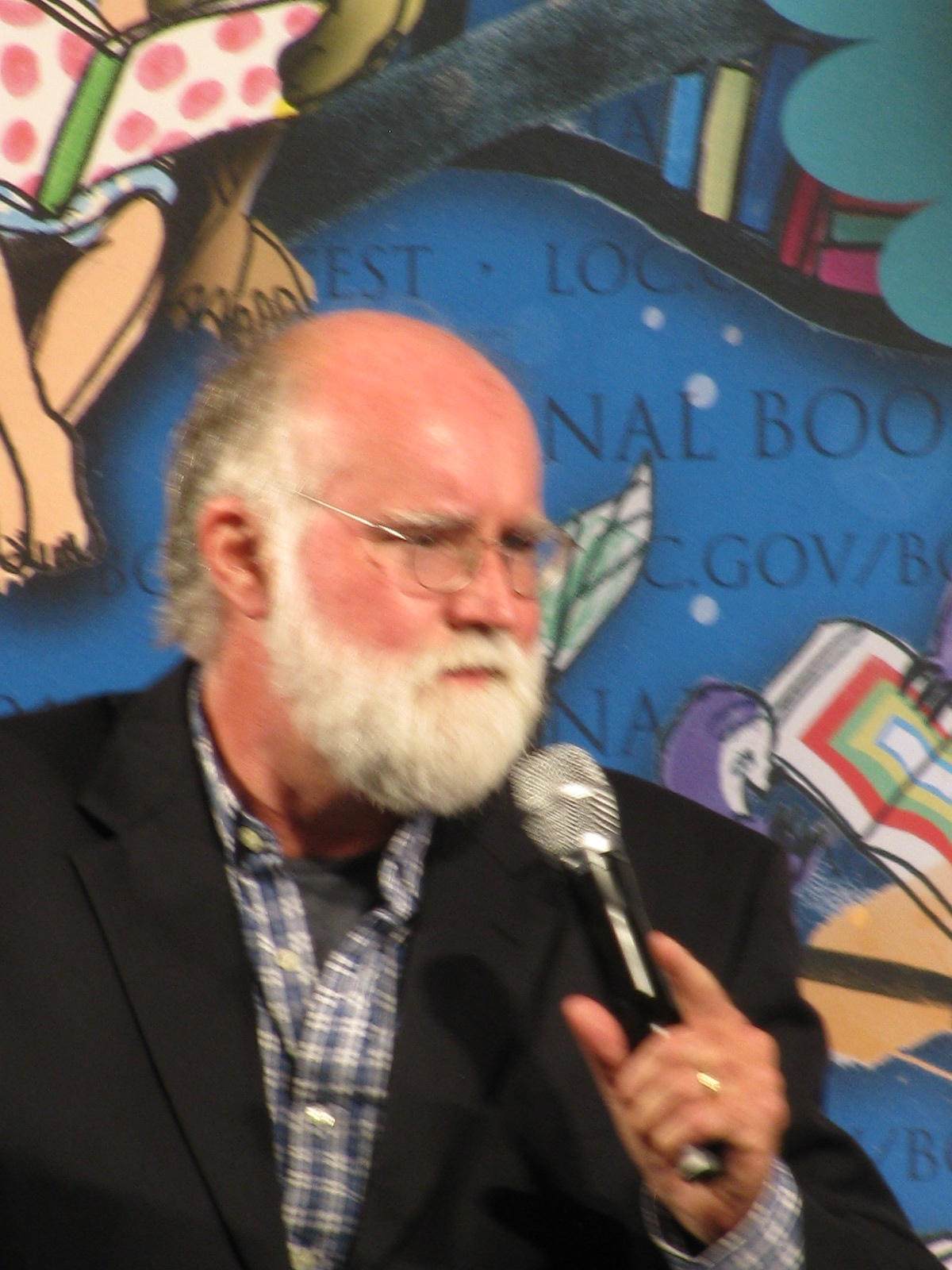
Nicholson Baker (* 1957)

- Baker, Nick (* 1972), englischer Naturalist und Fernsehmoderator
- Baker, Norman G. (1882–1958), US-amerikanischer Radiobetreiber, Unternehmer, Erfinder und Quacksalber

###### Baker, O
- Baker, Orville D. (1847–1908), US-amerikanischer Anwalt und Politiker
- Baker, Osmyn (1800–1875), US-amerikanischer Politiker
- Baker, Oswald (1915–2004), britischer römisch-katholischer Priester

###### Baker, P
- Baker, Peter (1931–2016), englischer Fußballspieler und -trainer
- Baker, Phil (1896–1963), US-amerikanischer Schauspieler, Komiker, Radiomoderator und Songwriter
- Baker, Philippa (* 1963), neuseeländische Ruderin
- Baker, Priscilla, südafrikanische Chemikerin und Hochschullehrerin

###### Baker, R
- Baker, R. Ralph (1924–1994), US-amerikanischer Biologe und Phytopathologe
- Baker, Ray Stannard (1870–1946), US-amerikanischer Autor und Journalist
- Baker, Reginald (1884–1953), australischer Rugbyspieler, Boxer, Schauspieler, Stuntman, Organisator von Sportveranstaltungen
- Baker, Renée (* 1957), US-amerikanische Musikerin und Komponistin
- Baker, Richard (1925–2018), britischer Nachrichtensprecher und Hörfunkmoderator
- Baker, Richard (* 1936), US-amerikanischer Zen-Lehrer
- Baker, Richard (* 1965), US-amerikanischer Unternehmer und Investor
- Baker, Richard (* 1974), schottischer Politiker
- Baker, Richard Chaffey (1842–1911), australischer Politiker, erster Präsident des Australischen Senats und Präsident des South Australian Legislative Council
- Baker, Richard H. (* 1948), US-amerikanischer Politiker
- Baker, Richard Thomas (1854–1941), britisch-australischer Botaniker, Museumskurator und Lehrer
- Baker, Rick (* 1950), US-amerikanischer Maskenbildner und SchauspielerRick Baker (* 1950)

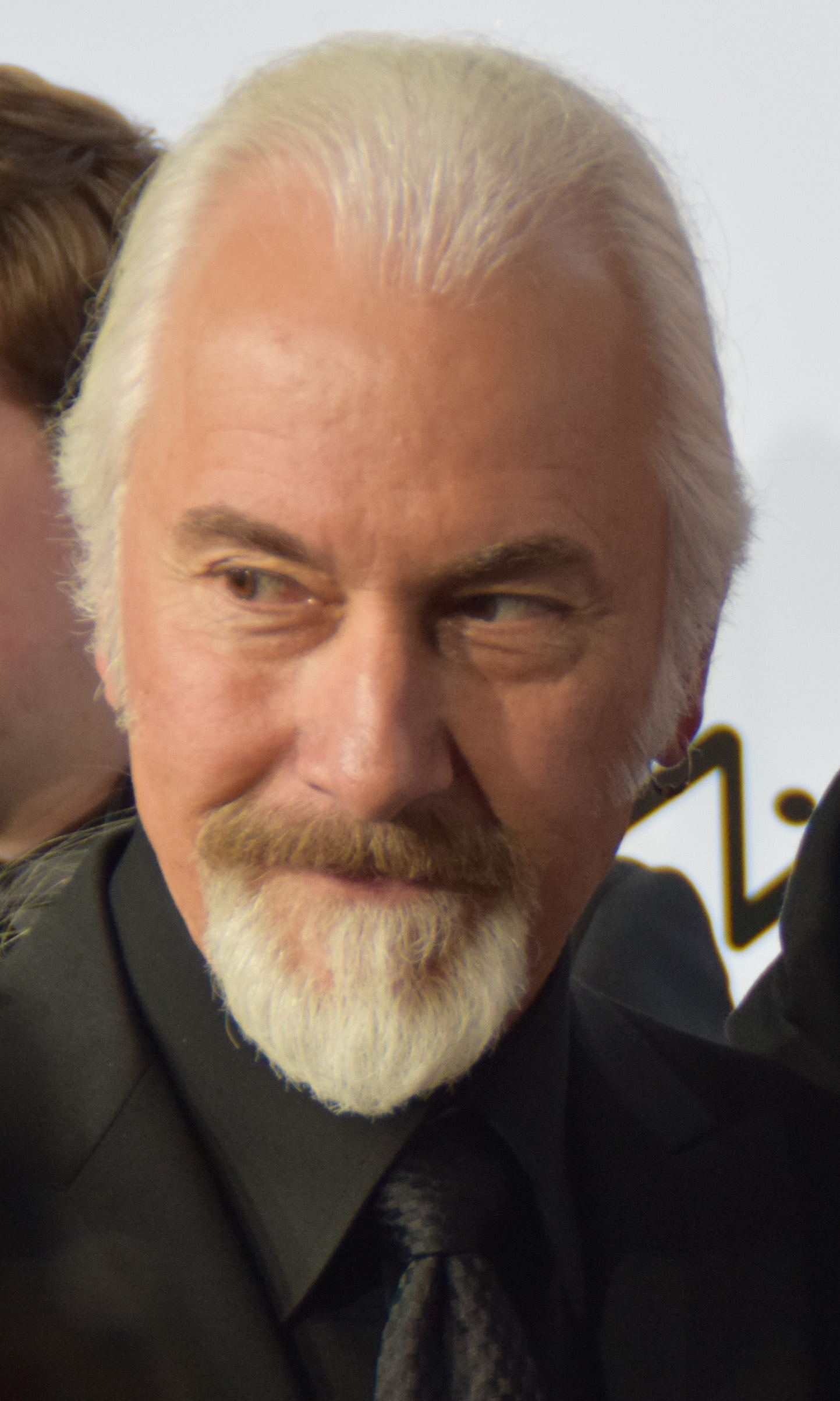
Rick Baker (* 1950)

- Baker, Robert (1862–1943), US-amerikanischer Politiker
- Baker, Robert (1940–1993), US-amerikanischer Schauspieler
- Baker, Robert (* 1979), US-amerikanischer Schauspieler
- Baker, Robert Barney (1930–1995), US-amerikanischer Gewerkschafter und Auftragsmörder
- Baker, Robert C. (1921–2006), US-amerikanischer Ernährungswissenschaftler, Erfinder der Chicken Nuggets
- Baker, Robert J. (1942–2018), US-amerikanischer Mammaloge
- Baker, Robert Joseph (* 1944), US-amerikanischer Geistlicher und römisch-katholischer Bischof von Birmingham
- Baker, Robert S. (1916–2009), britischer Film- und Fernsehserienproduzent
- Baker, Rollin H. (1916–2007), US-amerikanischer Mammaloge
- Baker, Ronnie (* 1969), englischer Basketballspieler
- Baker, Ronnie (* 1993), US-amerikanischer Sprinter
- Baker, Rosalind (* 1941), australische Autorin und Beziehungsexpertin
- Baker, Roy Thomas (1946–2025), britischer MusikproduzentRoy Thomas Baker (1946–2025)

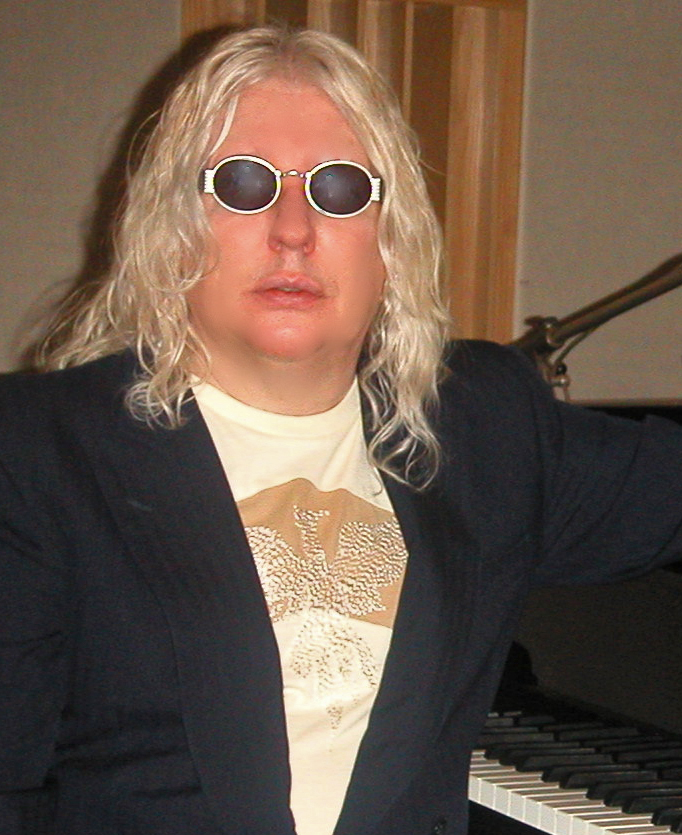
Roy Thomas Baker (1946–2025)

- Baker, Roy Ward (1916–2010), englischer Filmregisseur und -produzent
- Baker, Russ (* 1958), US-amerikanischer Autor und Investigativjournalist

###### Baker, S
- Baker, Sala (* 1976), neuseeländischer Schauspieler und Stunt-Koordinator
- Baker, Sam (1907–1982), US-amerikanischer Schauspieler
- Baker, Sam (* 1966), britische Journalistin
- Baker, Sam (* 1985), US-amerikanischer American-Football-Spieler
- Baker, Sam Aaron (1874–1933), US-amerikanischer Politiker, Gouverneur von Missouri
- Baker, Sammy (1997–2020), deutsches Opfer eines Polizeieinsatzes
- Baker, Samuel White (1821–1893), englischer Afrikaforscher
- Baker, Sara Josephine (1873–1945), US-amerikanische Ärztin
- Baker, Sarah, US-amerikanische Schauspielerin
- Baker, Sean (* 1971), US-amerikanischer Drehbuchautor, Filmregisseur und Filmproduzent
- Baker, Shaun, britischer DJ
- Baker, Shirley Waldemar (1836–1903), methodistischer Missionar und Premierminister von Tonga
- Baker, Simon (* 1958), australischer Geher
- Baker, Simon (* 1969), australischer Schauspieler und RegisseurSimon Baker (* 1969)

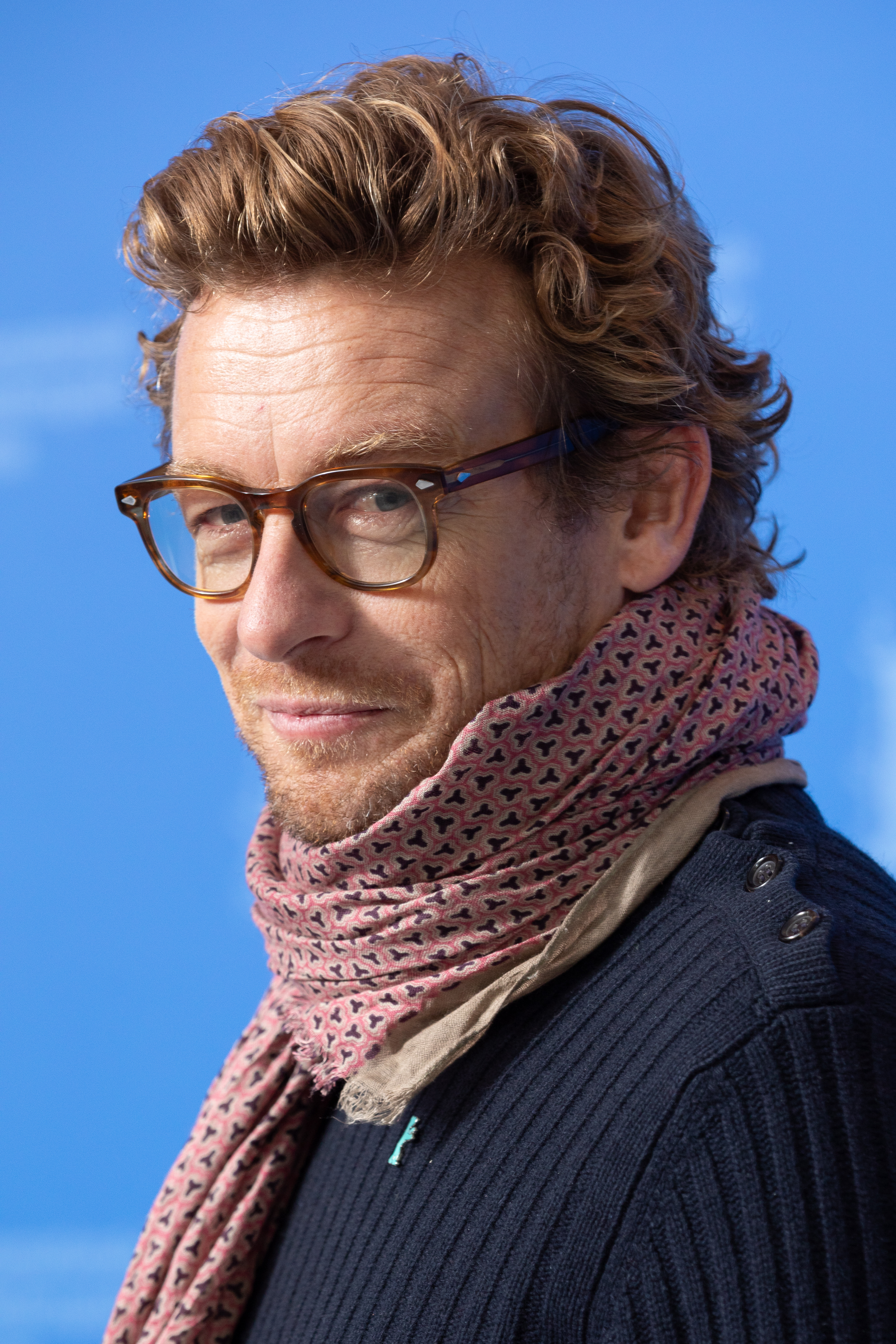
Simon Baker (* 1969)

- Baker, Simon (* 1973), deutscher Squashspieler
- Baker, Stanley (1928–1976), britischer Film- und Theaterschauspieler sowie Filmproduzent
- Baker, Stephen (1819–1875), US-amerikanischer Politiker
- Baker, Stephen (* 1946), australischer Politiker (Liberal Party)
- Baker, Steve (* 1952), US-amerikanischer Motorradrennfahrer
- Baker, Steve (* 1953), britischer Mundharmonikaspieler, Sänger und Songschreiber
- Baker, Steve (* 1971), britischer Politiker
- Baker, Susan (* 1946), deutsche Tänzerin, Choreografin und Ballettschulleiterin
- Baker, Suzanne (* 1939), australische Journalistin und ehemalige Filmproduzentin

###### Baker, T
- Baker, Terry (* 1941), US-amerikanischer American-Football-Spieler und Canadian-Football-Spieler
- Baker, Thane (* 1931), US-amerikanischer Leichtathlet und Olympiasieger
- Baker, Theodore (1851–1934), US-amerikanischer Musikwissenschaftler
- Baker, Thomas A. (* 1935), US-amerikanischer Offizier, Generalleutnant der US Air Force
- Baker, Thomas Durand (1837–1893), britischer Generalleutnant
- Baker, Tom (* 1934), englischer Schauspieler und KomödiantTom Baker (* 1934)

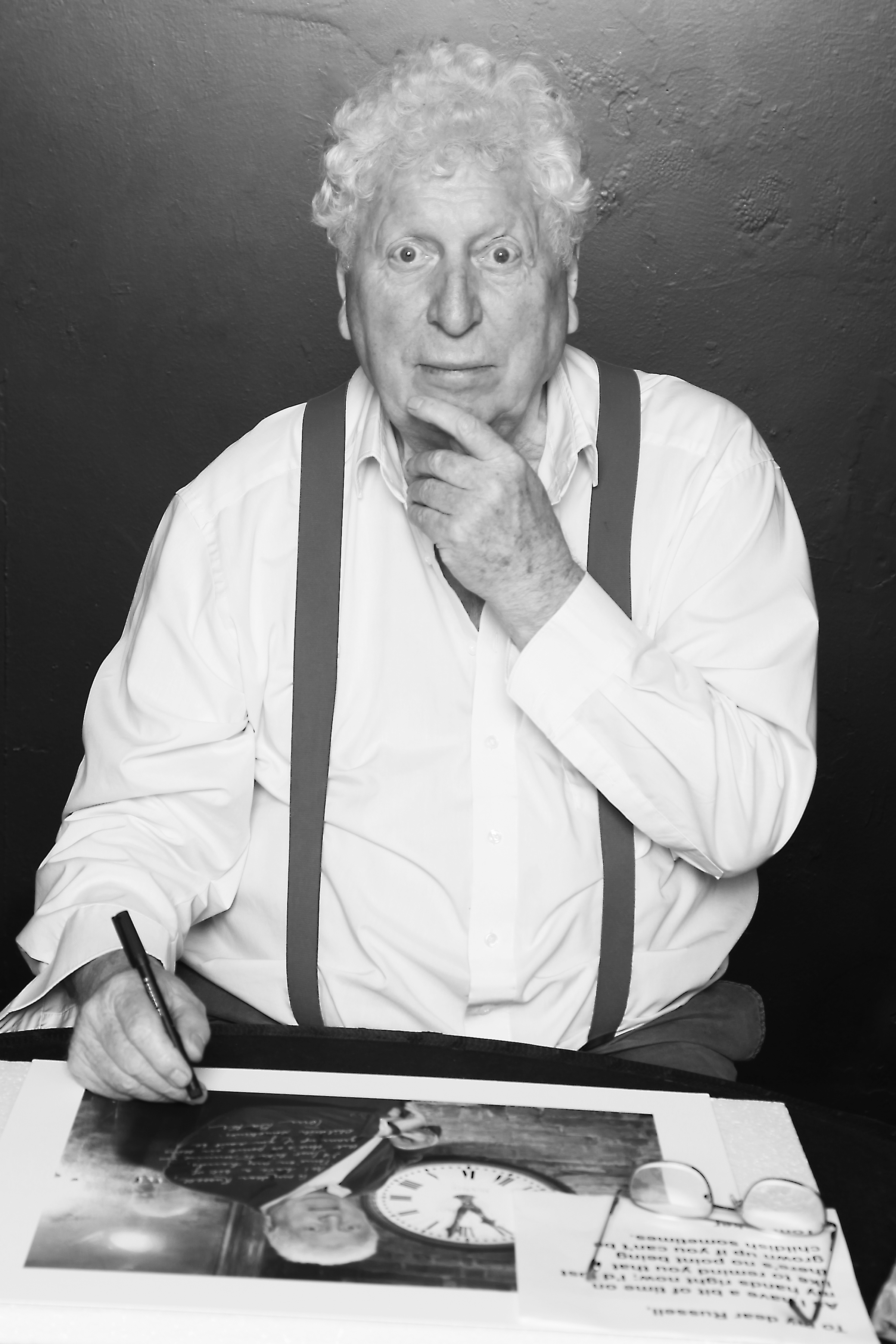
Tom Baker (* 1934)

- Baker, Tom (1952–2001), australisch-US-amerikanischer Jazzmusiker
- Baker, Tonisha (* 1990), US-amerikanische Basketballspielerin
- Baker, Tony (* 1964), US-amerikanischer American-Football-Spieler
- Baker, Torvoris (* 1983), US-amerikanischer Basketballspieler
- Baker, Troy (* 1976), US-amerikanischer Synchronsprecher und MusikerTroy Baker (* 1976)

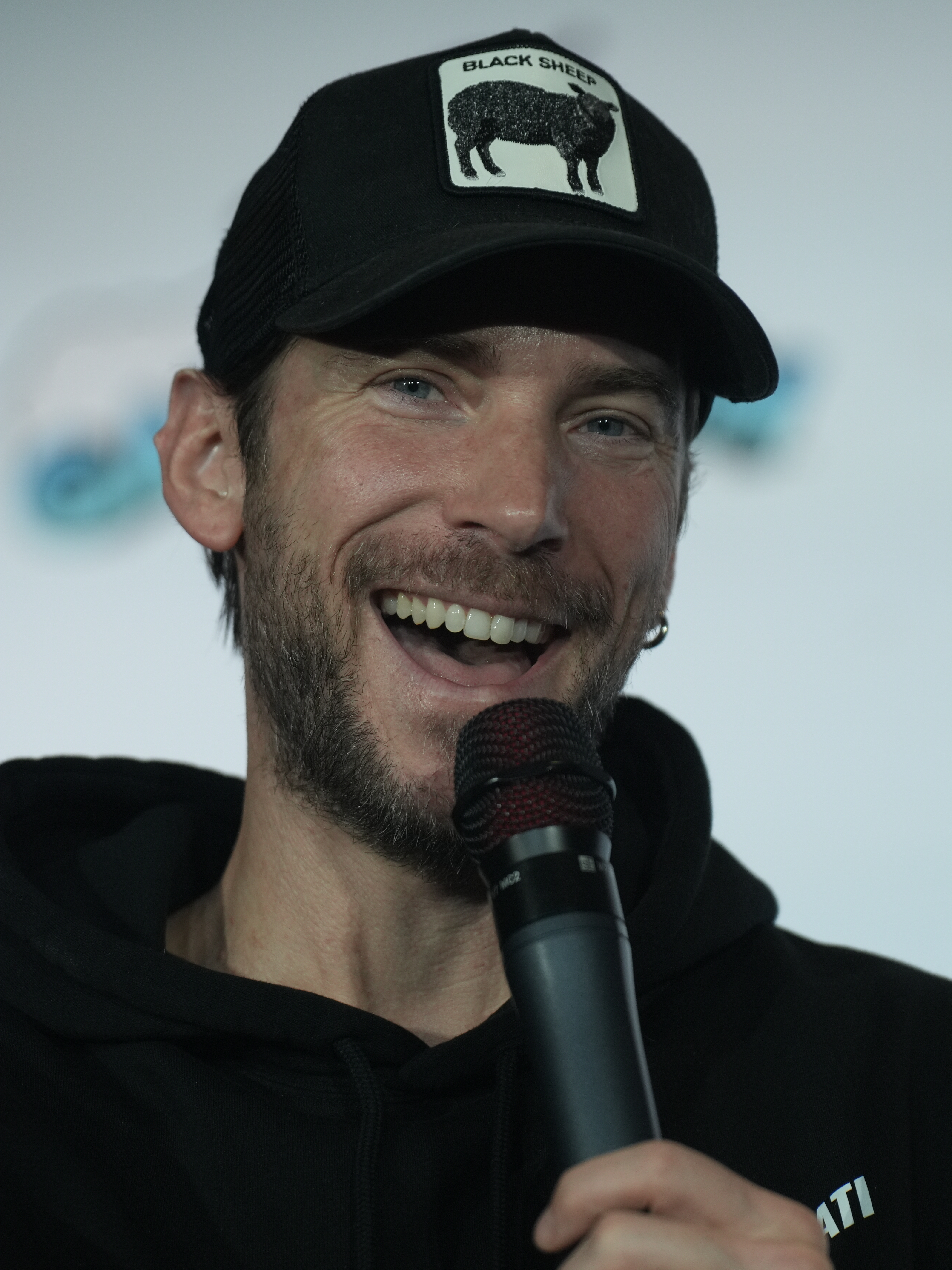
Troy Baker (* 1976)

###### Baker, V
- Baker, Valentine (1827–1887), britischer Offizier und osmanisch-ägyptischer General
- Baker, Victor R. (* 1945), US-amerikanischer Geologe und Hochschullehrer
- Baker, Vin (* 1971), US-amerikanischer Basketballspieler
- Baker, Vivian, Maskenbildnerin und Makeup-Artist

###### Baker, W
- Baker, Wade (* 1988), US-amerikanischer Schauspieler und Model
- Baker, Walter David (1930–1983), kanadischer Politiker
- Baker, Walter Ransom Gail (1892–1960), US-amerikanischer Elektroingenieur
- Baker, Wayne (* 1941), US-amerikanischer Unternehmer und Autorennfahrer
- Baker, William (1831–1910), US-amerikanischer Politiker
- Baker, William Benjamin (1840–1911), US-amerikanischer Politiker
- Baker, William Bliss (1859–1886), US-amerikanischer Landschaftsmaler
- Baker, William Eli (1873–1954), US-amerikanischer Jurist
- Baker, William F. (* 1953), US-amerikanischer Ingenieur
- Baker, William H. (1827–1911), US-amerikanischer Jurist und Politiker
- Baker, William O. (1915–2005), US-amerikanischer Chemiker und Vorstandsvorsitzender der Bell Laboratories
- Baker, William P. (* 1940), US-amerikanischer Politiker
- Baker, Wilson (1900–2002), britischer Chemiker und Hochschullehrer
- Baker, Woolford Bales (1892–1993), US-amerikanischer Biologe

###### Baker, Y
- Baker, Yvette (* 1968), britische Orientierungsläuferin

###### Baker, Z
- Baker, Zene (* 1968), US-amerikanischer Filmeditor
- Baker, Zoe (* 1976), britisch-neuseeländische Schwimmerin

##### Baker-

###### Baker-B
- Baker-Bernard, Sharisse, US-amerikanische Schauspielerin

###### Baker-F
- Baker-Finch, Ian (* 1960), australischer Golfer

###### Baker-G
- Baker-Gabb, David, neuseeländischer Ornithologe

###### Baker-H
- Baker-Harber, Michael (1945–2022), britischer Regattasegler

###### Baker-W
- Baker-Whiting, Reed (* 2005), US-amerikanischer Fußballspieler

##### Bakerm
- Bakermat (* 1991), niederländischer DJ und MusikproduzentBakermat (* 1991)

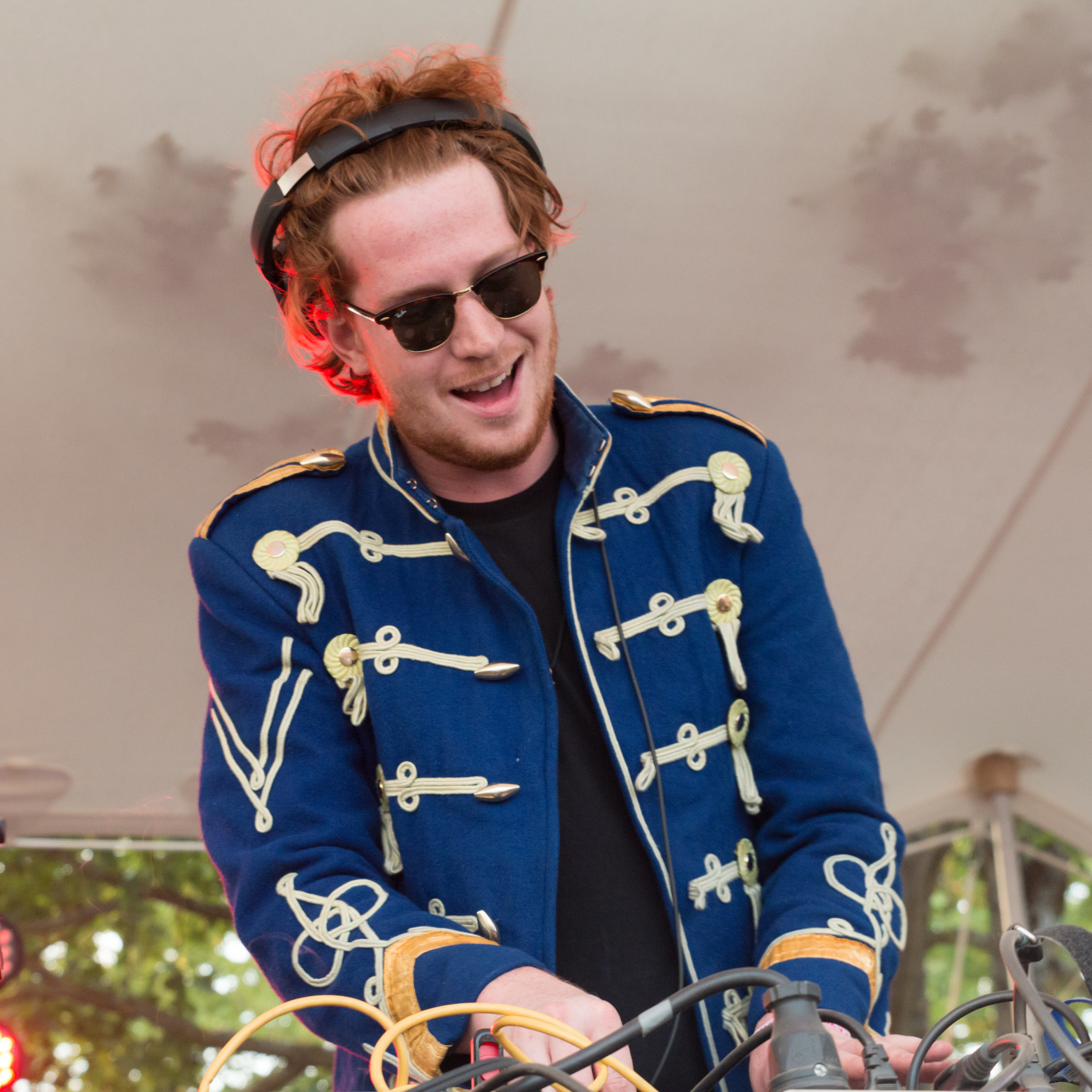
Bakermat (* 1991)

##### Bakero
- Bakero, José Mari (* 1963), spanischer Fußballspieler und Trainer

##### Bakers
- Bakers, Piet (1922–1998), niederländischer Fußballspieler

#### Bakes
- Bakeš, David (* 1982), tschechischer Snowboarder

#### Baket
- Baket I., altägyptischer Beamter
- Baket II., altägyptischer Beamter
- Baket III., altägyptischer Beamter
- Baketajew, Almas (* 1971), kirgisischer Politiker
- Baketamun, altägyptische Königstochter
- Baketaton, ägyptische Prinzessin der 18. Dynastie

#### Bakev
- Bakevski, Petre (1947–2011), mazedonischer Dichter, Journalist, Erzähler, Publizist und Theaterkritiker

#### Bakew
- Bakewell, Catherine, Baroness Bakewell of Hardington Mandeville (* 1949), britische Politikerin der Liberal Democrats
- Bakewell, Charles Montague (1867–1957), US-amerikanischer Politiker
- Bakewell, Claude I. (1912–1987), US-amerikanischer Politiker
- Bakewell, Frederick Collier (1800–1869), britischer Physiker
- Bakewell, Joan, Baroness Bakewell (* 1933), britische Journalistin, Politikerin und Life Peeress
- Bakewell, Robert (1725–1795), britischer Landwirt
- Bakewell, Robert (1767–1843), englischer Geologe
- Bakewell, Sarah (* 1963), englische Autorin und Kuratorin
- Bakewell, William (1908–1993), US-amerikanischer Schauspieler
- Bakewell, William Lincoln (1888–1969), US-amerikanischer Seemann und Antarktisreisender

### Bakf
- Bakfark, Valentin († 1576), ungarischer Lautenist und Komponist der Renaissance

### Bakh
- Bakhat, Anas (* 2000), deutscher Fußballspieler
- Bakheet Youssef, Sara (* 1987), bahrainische Leichtathletin
- Bakheet, Salem Nasser (* 1977), bahrainischer Hochspringer
- Bakheet, Zuhair (* 1967), Fußballspieler aus den Vereinigten Arabischen Emiraten
- Bakhit, Amina (* 1990), sudanesische Leichtathletin
- Bakhita, Josefine (1869–1947), sudanesische HeiligeJosefine Bakhita (1869–1947)

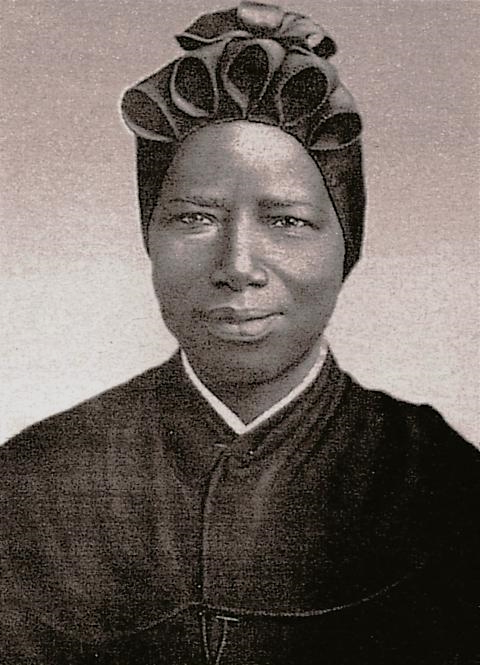
Josefine Bakhita (1869–1947)

- Bakhsh, Khuda (1842–1908), indischer Jurist und Bücherliebhaber
- Bakhsh, Lal (* 1943), pakistanischer Radrennfahrer
- Bakhsh, Rahim († 2001), afghanischer Sänger und Musiker
- Bakhsh, Shameela (* 1971), US-amerikanische Filmproduzentin und Drehbuchautorin
- Bakhshi, Esmail, iranischer Gewerkschafter
- Bakhshi, Mohammad Tawfiq (* 1986), afghanischer Judoka
- Bakhshi, Zabihollah († 2012), iranisches Mitglied der iranischen Hezbollah (Ansare Hezbollah) und Mitglied der iranischen Revolutionsgarden
- Bakhshpour, Jamal (1944–2015), iranischer Maler
- Bakht, Sikander (1918–2004), indischer Politiker
- Bakhtari, Manizha (* 1972), afghanische DiplomatinManizha Bakhtari (* 1972)

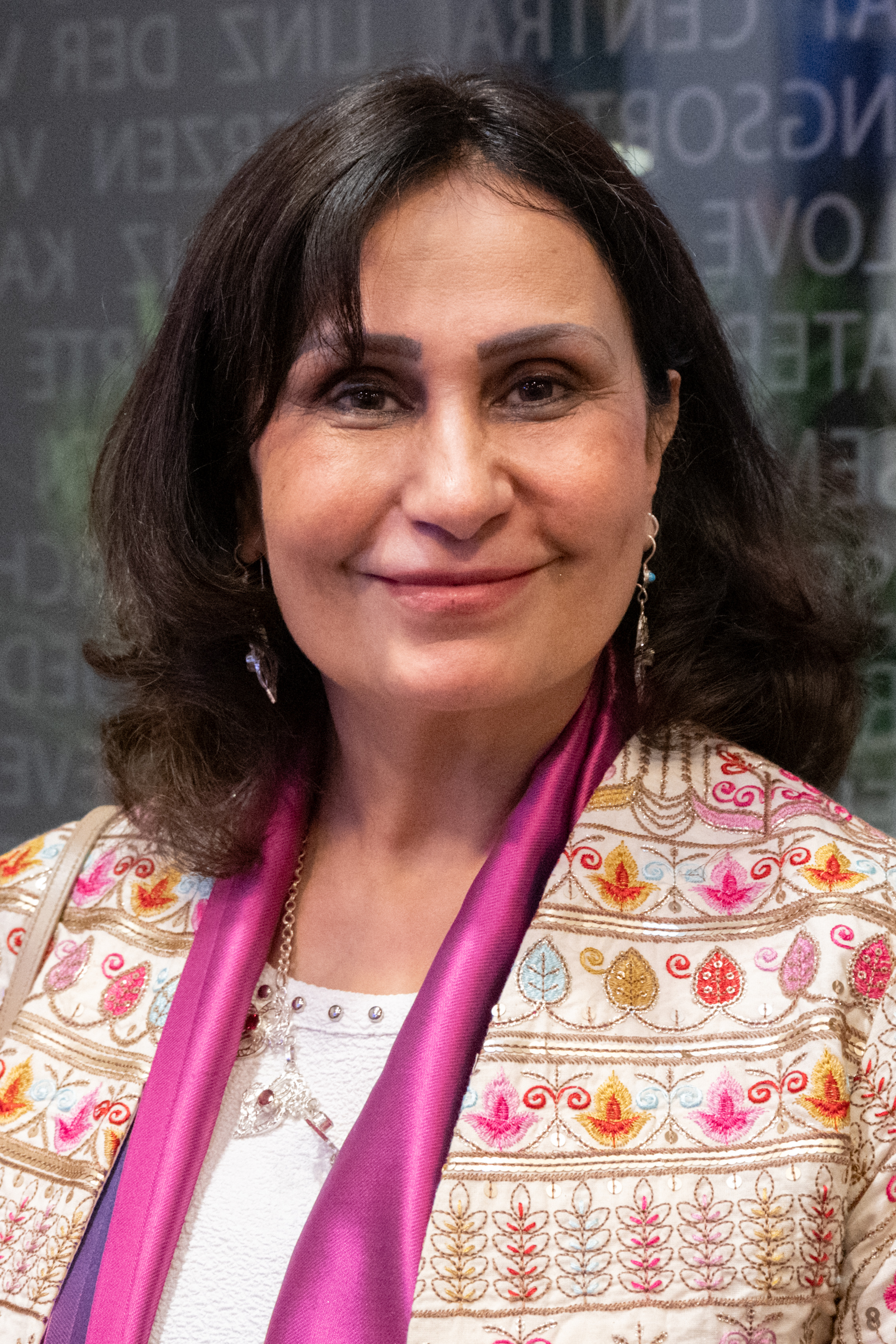
Manizha Bakhtari (* 1972)

- Bakhtari, Wasef (1943–2023), afghanischer Intellektueller und Dichter
- Bakhtiar, Laleh (1938–2020), iranisch-amerikanische Schriftstellerin, Übersetzerin und Psychologin
- Bakhtiari, David (* 1991), US-amerikanischer American-Football-Spieler
- Bakhtiari, Hamed (* 1988), iranischer Fußballspieler
- Bakhtiari, Mohammad Reza (* 1947), iranischer Diplomat
- Bakhtiarizadeh, Sohrab (* 1977), iranischer Fußballspieler und -trainer
- Bakhty, Smail (* 2006), marokkanischer Fußballspieler
- Bakhuis, Carin (* 1990), niederländische Fußballtrainerin
- Bakhuizen van den Brink, Jan Nicolaas (1896–1987), niederländischer Theologe und Kirchenhistoriker
- Bakhuizen van den Brink, Reinier Cornelis (1810–1865), niederländischer Philosoph, Literaturkritiker und Archivar
- Bakhuizen, Ludolf († 1708), niederländischer Marinemaler
- Bakhuys, Beb (1909–1982), niederländischer Fußballspieler

### Baki
- Bâkî († 1600), osmanischer Dichter
- Baki, Brigitte (* 1957), deutsche Erzieherin, Sozialpädagogin, Gewerkschafterin und Richterin am Thüringer Verfassungsgerichtshof
- Baki, Naomi (* 1985), südsudanesische Schriftstellerin und Menschenrechtsaktivistin
- Baki, Wolf (* 1937), deutscher Schlagerkomponist
- Bakić, Vojin (1915–1992), jugoslawischer Bildhauer
- Bąkiewicz, Klemens (1760–1842), Bischof von Sandomierz
- Bąkiewicz, Michał (* 1981), polnischer Volleyballspieler
- Bakijew, Kurmanbek (* 1949), kirgisischer Staatspräsident
- Bakiner, Tamer (* 1972), deutscher Detektiv, Wirtschaftsermittler, Unternehmensberater und Sachbuch-AutorTamer Bakiner (* 1972)

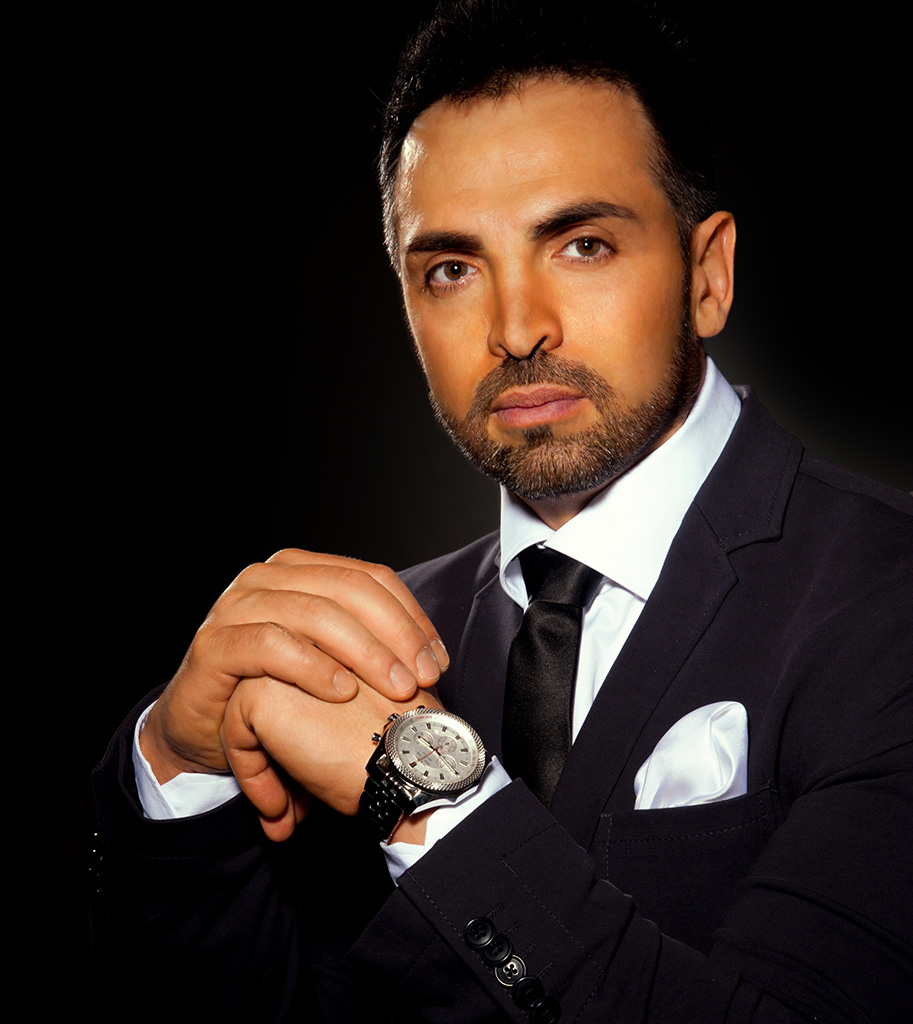
Tamer Bakiner (* 1972)

- Bakinski, Sergei Sergejewitsch (1886–1939), sowjetisch-ukrainischer Politiker
- Bakioğlu, Berk (* 1999), türkischer Schauspieler
- Bakir El-Nakib, Mohamed (* 1974), ägyptischer Handballspieler
- Bakir uulu, Tursunbai (* 1958), kirgisischer Politiker
- Bakir, Alaa (* 2001), jordanischer Fußballspieler
- Bakır, Barış (* 1984), türkischer Fußballspieler
- Bakir, Feride (* 1992), deutschtürkische Fußballspielerin
- Bakır, Güven (1939–2018), türkischer Klassischer Archäologe
- Bakır, Tomris (1941–2020), türkische Klassische Archäologin
- Bakırbaş, Göktuğ (* 1996), türkischer Fußballtorhüter
- Bakırcı Ahmed Pascha († 1635), osmanischer Gouverneur von Ägypten
- Bakırcı, Nazim (* 1986), türkischer Straßenradrennfahrer
- Bakırcıoğlu, Kennedy (* 1980), schwedischer Fußballspieler
- Bakirov, Nizomiddin (* 1968), usbekischer Politiker
- Bakirow, Alexander Grigorjewitsch (1915–2009), sowjetisch-russischer Geologe und Hochschullehrer
- Bakirtzis, Evripidis (1895–1947), griechischer Offizier, Politiker und Ministerpräsident
- Bakirya, Judith, ugandische Agrarpionierin und Bürgerrechtlerin
- Bakis, griechischer Seher
- Bakis, Onur (* 1982), türkisch-österreichischer Breakdancer, siebenfacher österreichischer Meister im Breakdance, Tanzlehrer und Projektleiter
- Bakış, Sinan (* 1994), deutsch-türkischer Fußballspieler
- Bakıxanov, Abbasqulu († 1847), aserbaidschanischer Schriftsteller, Wissenschaftler, Philosoph und Übersetzer
- Bakıxanov, Əhməd (1892–1973), aserbaidschanischer Tarspieler und Musikpädagoge

### Bakk
- Bakkal, Mesut (* 1964), türkischer Fußballspieler und -trainer
- Bakkal, Otman (* 1985), niederländischer Fußballspieler
- Bakkali, Soufiane el- (* 1996), marokkanischer LeichtathletSoufiane el-Bakkali (* 1996)

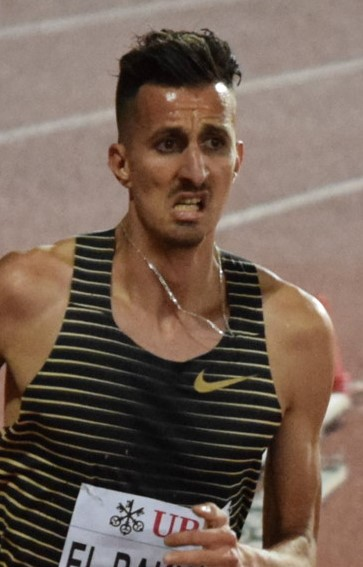
Soufiane el-Bakkali (* 1996)

- Bakkali, Zakaria (* 1996), belgischer Fußballspieler
- Bakke Westhoff, Bianca (* 2000), norwegische Skirennläuferin
- Bakke, Åse Kristin Ask (* 1996), norwegische Politikerin
- Bakke, Bill (* 1946), US-amerikanischer Skispringer und Skisprungtrainer
- Bakke, Bo (* 1955), norwegischer Curler
- Bakke, Brenda (* 1963), US-amerikanische Schauspielerin
- Bakke, Dagfinn (1933–2019), norwegischer Maler, Karikaturist und Illustrator
- Bakke, Darlén, norwegische Pianistin
- Bakke, Eirik (* 1977), norwegischer Fußballspieler und -trainer
- Bakke, Hallvard (1943–2024), norwegischer Politiker und Journalist
- Bakke, Jason (* 1989), südafrikanischer Straßenradrennfahrer
- Bakke, Randi (1904–1984), norwegische Eiskunstläuferin
- Bakke, Svein (1953–2015), norwegischer Fußballspieler und -funktionär
- Bakke, Trine (* 1975), norwegische Skirennläuferin
- Bakke-Jensen, Frank (* 1965), norwegischer Politiker, Mitglied des Storting, Verteidigungsminister
- Bakkedahl, Dan (* 1969), US-amerikanischer Schauspieler und ComedianDan Bakkedahl (* 1969)

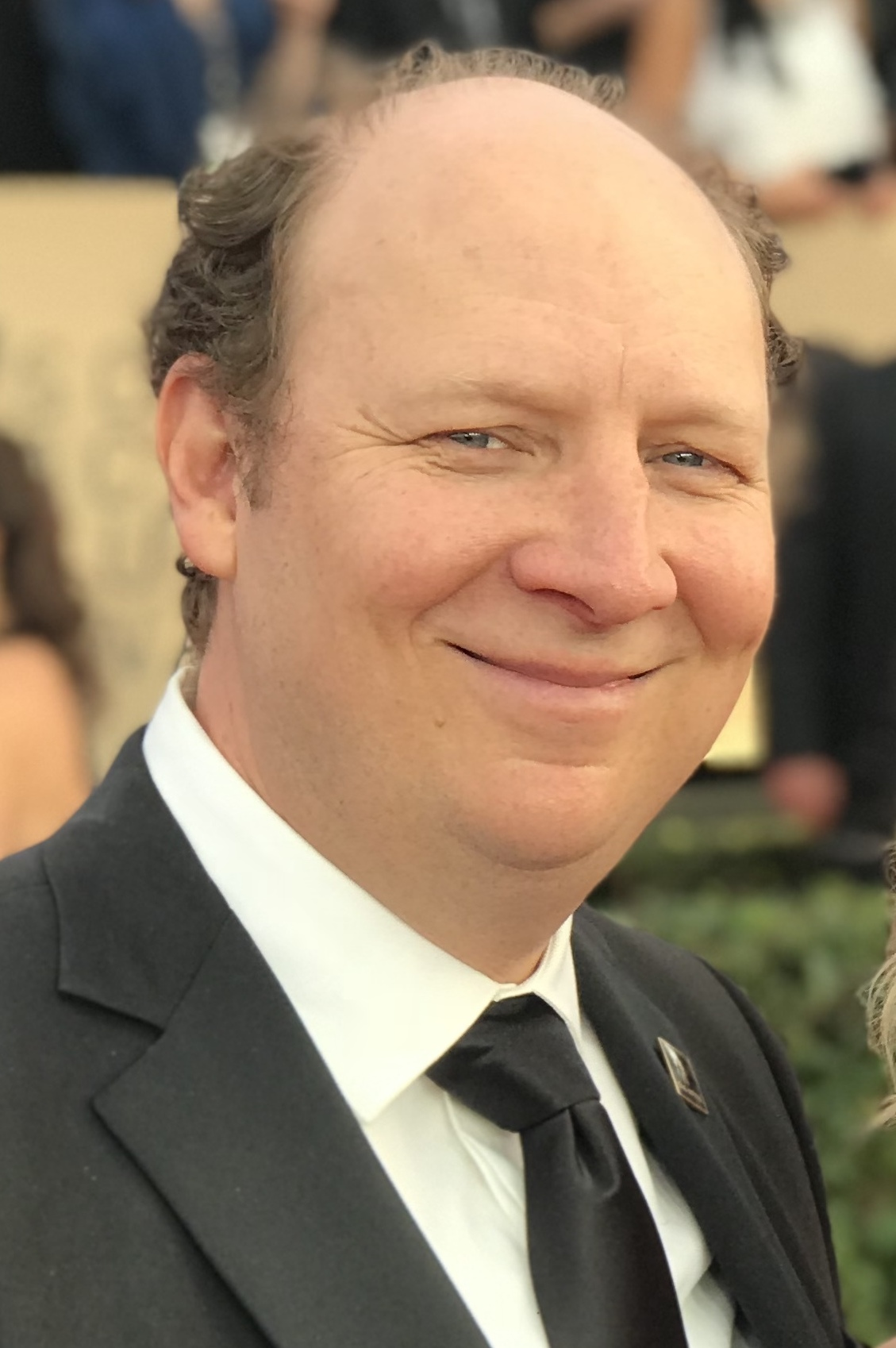
Dan Bakkedahl (* 1969)

- Bakkemo, Hedda (* 2001), norwegische Skilangläuferin
- Bakken, Anders (* 1955), norwegischer Skilangläufer
- Bakken, Anne-Lise (* 1952), norwegische Politikerin
- Bakken, Björn (* 1984), US-amerikanischer Biathlet
- Bakken, Earl (1924–2018), US-amerikanischer Elektrotechniker und Unternehmer
- Bakken, Jill (* 1977), US-amerikanische Bobsportlerin
- Bakken, Jim (* 1940), US-amerikanischer American-Football-Spieler
- Bakken, Lisbeth (* 1967), norwegische Fußballspielerin
- Bakken, Rebekka (* 1970), norwegische SängerinRebekka Bakken (* 1970)

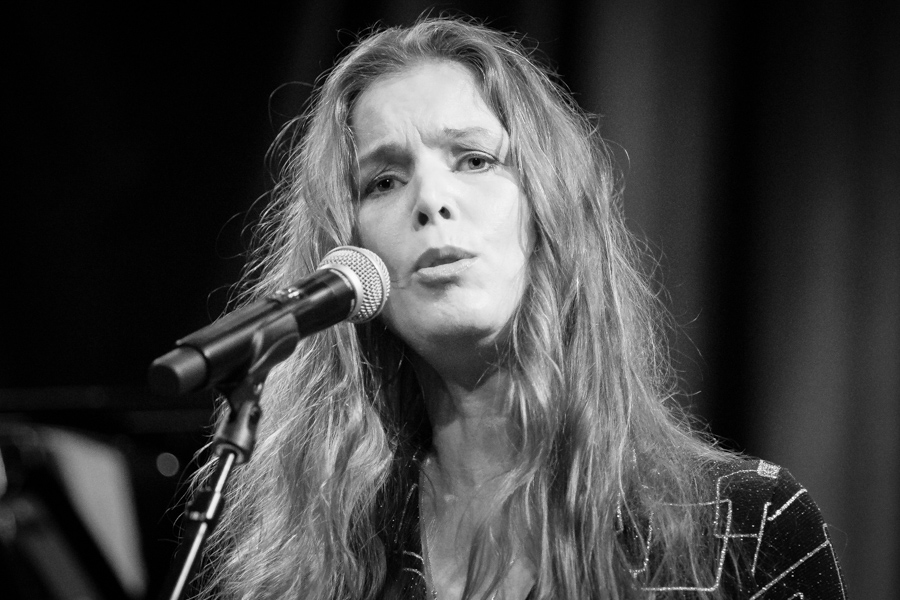
Rebekka Bakken (* 1970)

- Bakken, Sivert Guttorm (* 1998), norwegischer Biathlet
- Bakken, Timo André (* 1989), norwegischer Skilangläufer
- Bakkene, Eivind (* 1990), norwegischer Skilangläufer
- Bakker Korff, Alexander Hugo (1824–1882), niederländischer Maler
- Bakker Schut, Frits (1903–1966), niederländischer Bauingenieur
- Bakker Schut, Pieter (1941–2007), niederländischer Anwalt und Autor
- Bakker, Annelin (* 2005), niederländische Tennisspielerin
- Bakker, Arne (1930–2009), norwegischer Fußball-, Bandy- und Eishockeyspieler
- Bakker, Arnold (* 1964), niederländischer Psychologe
- Bakker, Billy (* 1988), niederländischer Hockeyspieler
- Bakker, Cees (* 1945), niederländischer Fußballschiedsrichter
- Bakker, Cor (1918–2011), niederländischer Radrennfahrer
- Bakker, Cor (* 1961), niederländischer Pianist und Moderator
- Bakker, Cornelis (1904–1960), niederländischer Physiker und Generaldirektor des CERN
- Bakker, Corrie (* 1945), niederländische Sprinterin, Weitspringerin und Fünfkämpferin
- Bakker, Danny (* 1995), niederländischer Fußballspieler
- Bakker, Egbert Jan (* 1958), niederländischer Altphilologe
- Bakker, Eshly (* 1993), niederländische Fußballspielerin
- Bakker, Gerbrand (1771–1828), niederländischer Mediziner
- Bakker, Gerbrand (* 1962), niederländischer SchriftstellerGerbrand Bakker (* 1962)

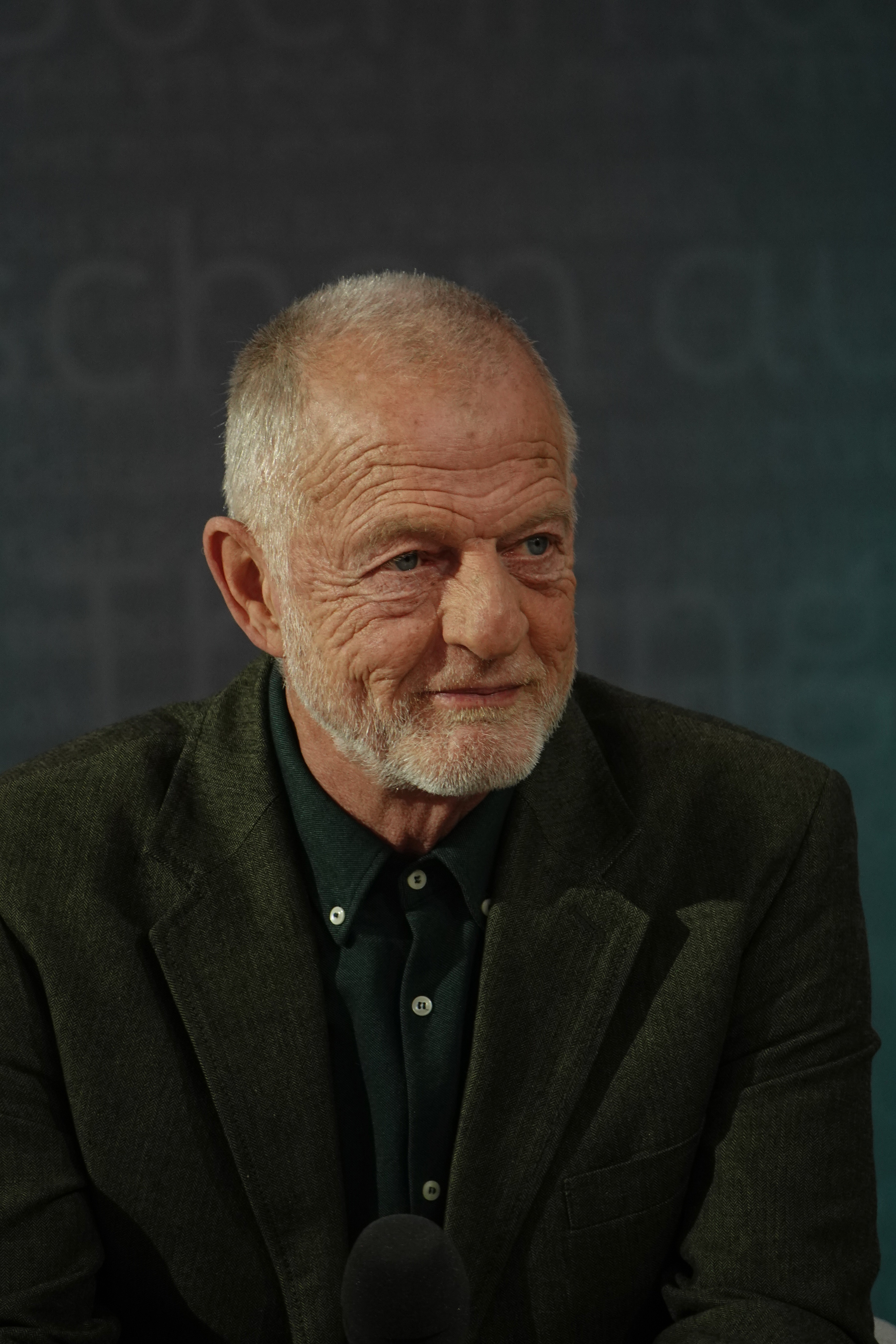
Gerbrand Bakker (* 1962)

- Bakker, Gillian (* 1969), kanadische Triathletin
- Bakker, Glenys (* 1962), kanadische Curlerin
- Bakker, Jaco de (1939–2012), niederländischer theoretischer Informatiker
- Bakker, Jan (1879–1944), niederländischer Landschafts- und Genremaler
- Bakker, Jan Albert (* 1935), niederländischer Prähistoriker
- Bakker, Jan de (* 1971), niederländischer Handballspieler und -trainer
- Bakker, Jan Pieter (1906–1969), niederländischer Geomorphologe
- Bakker, Jasmijn (* 1999), niederländische Leichtathletin
- Bakker, Joop (1921–2003), niederländischer Politiker (ARP und CDA)
- Bakker, Klaas (1926–2016), niederländischer Fußballspieler
- Bakker, Lisanne (* 2000), niederländische Handballspielerin
- Bakker, Lothar (* 1949), deutscher Provinzialrömischer Archäologe
- Bakker, Maarten den (* 1969), niederländischer Radrennfahrer
- Bakker, Manon (* 1999), niederländische Radrennfahrerin
- Bakker, Marcus (1923–2009), niederländischer Politiker und Journalist
- Bakker, Mees (* 2001), niederländischer Fußballtorwart
- Bakker, Mitchel (* 2000), niederländischer Fußballspieler
- Bakker, Nicolet (* 1984), niederländische Fußballschiedsrichterassistentin
- Bakker, Peter (* 1934), niederländischer Ruderer
- Bakker, R. Scott (* 1967), kanadischer SchriftstellerR. Scott Bakker (* 1967)

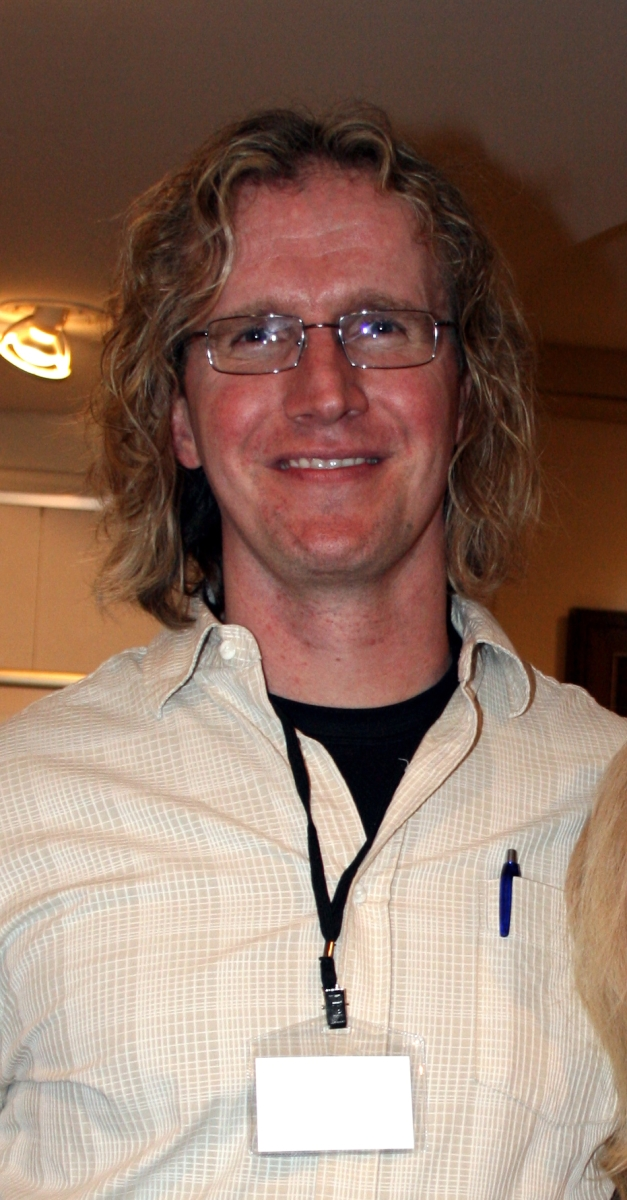
R. Scott Bakker (* 1967)

- Bakker, Robert (* 1945), US-amerikanischer Paläontologe und Maler auf dem Gebiet der Dinosaurier
- Bakker, Sonja (* 1974), niederländische Diätberaterin und Sachbuchautorin
- Bakker, Thiemo de (* 1988), niederländischer Tennisspieler
- Bakker, Tjalling (1885–1962), niederländischer Generalleutnant
- Bakker, Veerle (* 1997), niederländische Langstreckenläuferin
- Bakker, Willem F. (* 1934), niederländischer Byzantinist und Neogräzist
- Bakkers, Erik (* 1972), niederländischer Physiker
- Bakkers, Johannes Antonius (1897–1962), niederländischer Maler und Bildhauer
- Bakkers, Rudolph (* 1894), niederländischer Generalmajor
- Bakkerud, Christian (1984–2011), dänischer Rennfahrer
- Bakkerud, Ingvild (* 1995), norwegische Handballspielerin
- Bakkes, Christiaan (* 1965), südafrikanischer Schriftsteller und Naturschützer
- Bakkes, Margaret (1931–2016), südafrikanische Schriftstellerin
- Bakkevig, Rasmus (* 2005), norwegischer Skirennläufer
- Bakkusch, Abd al-Hamid al- (1933–2007), libyscher Politiker, Premierminister von Libyen (1967–1968)

### Bakl
- Baklan, Melek (* 1946), deutschsprachige Autorin und Sozialarbeiterin türkischer Herkunft
- Baklan, Wolodymyr (* 1978), ukrainischer Schachgroßmeister
- Baklanoff, Georges (1881–1938), russischer Opernsänger (Bariton)
- Baklanow, Gleb Wladimirowitsch (1910–1976), sowjetischer Offizier
- Baklanow, Grigori Jakowlewitsch (1923–2009), sowjetischer Schriftsteller
- Baklanow, Oleg Dmitrijewitsch (1932–2021), sowjetischer Politiker und Funktionär
- Baklanow, Stepan Michailowitsch (1920–1994), sowjetischer Ingenieur und Widerstandskämpfer
- Baklatschjan, Arman (* 1983), armenischer Billardspieler
- Baklayan, Alan E. (* 1959), deutscher Heilpraktiker

### Bakm
- Bakman, Nina (* 1942), Schweizer Literaturwissenschaftlerin, Psychoanalytikerin

### Bako
- Bako, Brigitte (* 1967), kanadische Schauspielerin und Synchronsprecherin
- Bako, Ismael (* 1995), belgischer Basketballspieler
- Bako, Jarosław (* 1964), polnischer Fußballspieler
- Bako, Marius (* 1985), neukaledonischer Fußballspieler
- Bako, Nouhou (* 1944), nigrischer Offizier
- Bakó, Pál (* 1946), ungarischer Pentathlet
- Bako, Sani (1951–1997), nigrischer Politiker und Diplomat
- Bakó, Zoltán (* 1951), ungarischer Kanute
- Bako-Arifari, Nassirou (* 1962), beninischer Hochschullehrer und Politiker
- Bakócz, Tamás (1442–1521), ungarischer Kardinal und Politiker
- Bakodimou, Agoritsa (* 1965), griechische Lyrikerin
- Bakof, Ferdinand Carl Heinrich (1828–1894), deutscher Bäcker und Politiker, MdHB
- Bakogianni, Dora (* 1954), griechische Politikerin (ND)
- Bakogianni, Niki (* 1968), griechische Hochspringerin
- Bakogiannis, Kostas (* 1978), griechischer PolitikerKostas Bakogiannis (* 1978)

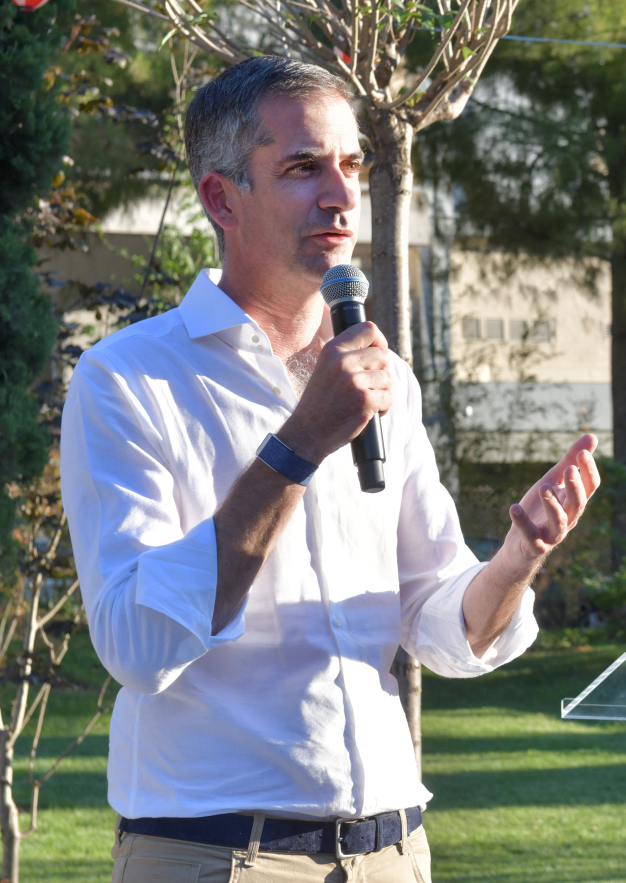
Kostas Bakogiannis (* 1978)

- Bakogiannis, Pavlos (1935–1989), griechischer Journalist und Politiker
- Bakola, Darryl (* 2007), französisch-kongolesischer Fußballspieler
- Bakole wa Ilunga, Martin-Léonard (1920–2000), kongolesischer Geistlicher, römisch-katholischer Erzbischof von Kananga
- Bakombo, Christine (* 1962), kongolesische Leichtathletin
- Bakonyi, Péter (* 1938), ungarischer Säbelfechter
- Bakos, Barnabás (* 1918), ungarischer Violinist, Komponist, Arrangeur und Orchesterleiter im Bereich der Unterhaltungsmusik
- Bakos, Dolores (* 1993), österreichische Politikerin (NEOS)
- Bakos, Eva (1929–2003), österreichische Kulturjournalistin und Schriftstellerin
- Bakos, György (* 1960), ungarischer Hürdenläufer
- Bakos, György (* 1984), ungarischer Handballspieler
- Bakoš, Ján (1890–1967), slowakischer evangelischer Theologe, Semitist und Hochschullehrer in Bratislava, Begründer der modernen slowakischen Orientalistik
- Bakos, Jozef (1891–1977), US-amerikanischer Maler und Mitglied der Künstlergruppe Los Cinco Pintores
- Bakoš, Marek (* 1983), slowakischer Fußballspieler
- Bakoš, Martin (* 1990), slowakischer Eishockeyspieler
- Bakos, Michael (* 1979), deutscher Eishockeyspieler
- Bakos, Mihály (1742–1803), ungarischer Priester und Schriftsteller
- Bakos, Zsófia (* 1991), ungarische Biathletin
- Bakose, Athanase Jean Daniel (1898–1983), syrisch-katholischer Geistlicher
- Bakosi, Béla (* 1957), ungarischer Dreispringer
- Bakota, Božo (1950–2015), jugoslawischer FußballspielerBožo Bakota (1950–2015)

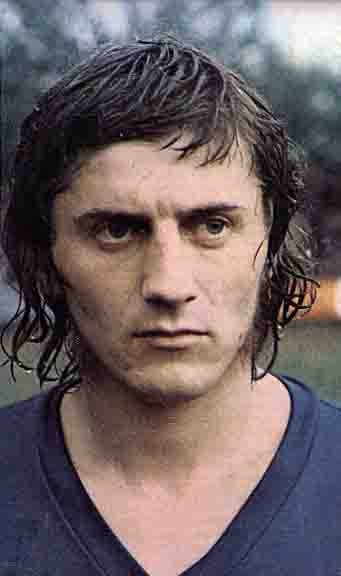
Božo Bakota (1950–2015)

- Bakota, Gordan (* 1967), kroatischer Diplomat
- Bakotessa, Christian (* 1980), deutsch-kongolesischer Musiker
- Bakoto Sawo, Musu, gambische Juristin und Frauenrechtsaktivistin
- Bakow, Anton Alexejewitsch (* 1965), russischer Politiker
- Bakow, Boris (1943–2021), rumänischer Opernsänger
- Bakowa, Anka (* 1957), bulgarische Ruderin
- Bąkowski, Krzysztof (* 1961), polnischer Geiger
- Bąkowski, Stanisław (1889–1958), polnischer Lyriker
- Bąkowski, Stanisław (1929–2003), polnischer Bühnenbildner
- Bąkowski, Wojciech (* 1979), polnischer Künstler, Filmemacher, Dichter und Musiker

### Bakp
- Bakpessi, Chrétien Matawo (1924–1992), togoischer römisch-katholischer Geistlicher und Bischof von Sokodé

### Bakr
- Bakr, Dschaber al- (1994–2016), mutmaßlicher syrischer Terrorist
- Bakr, Haddschi († 2014), irakischer Militäroffizier und der oberste Stratege der Terrorgruppe ISIS (2010–2014)
- Bakr, Ibrahim Saleh (1923–2014), saudischer Diplomat
- Bakr, Mahmoud (* 2004), ägyptischer Radrennfahrer
- Bakr, Raschid (1932–1988), sudanesischer Politiker, Premierminister des Sudan
- Bakr, Rashid (* 1943), US-amerikanischer Schlagzeuger des Free und Creative Jazz
- Bakr, Salwa (* 1949), ägyptische Schriftstellerin
- Bakrač, Ivan (* 1987), montenegrinischer Drehbuchautor und Filmregisseur
- Bakraçi, Gresa (* 1995), kosovarische Leichtathletin
- Bakradse, Dawit (* 1972), georgischer Diplomat und Politiker
- Bakradse, Tariel (1923–1997), sowjetisch-georgischer Pianist und Komponist
- Bakri Mohammed, Omar (* 1958), sunnitischer Fundamentalist und Agitator
- Bakri, Basha (* 1927), sudanesischer Sportschütze
- Bakri, Mohammad (* 1953), israelisch-palästinensischer Schauspieler und Filmregisseur
- Bakri, Mohammed al- (* 1997), katarischer Fußballspieler
- Bakrie, Aburizal (* 1946), indonesischer Unternehmer und Politiker
- Bakry, Dominique (* 1954), französischer Mathematiker

### Baks
- Baksa, Jean Pierre von (* 1947), österreichischer Maler, Fotograf, Designer, Bildhauer und Bühnenbildner
- Bakschi, Aleksandre (* 1997), georgischer Tennisspieler
- Bakschi, Gleb Sergejewitsch (* 1995), ukrainischer und russischer Boxer
- Bakschtein, Iossif Markowitsch (1945–2024), russischer Kurator und Museumsdirektor
- Bakschutowa, Ljudmila Wladimirowna, russische Tischtennisspielerin
- Baksh, Dave (* 1980), kanadischer Sänger
- Bakshi, Ralph (* 1938), US-amerikanischer Filmregisseur
- Bakshi, Srikant (* 1971), indischer Badmintonspieler
- Bakshi-Doron, Eliyahu (1941–2020), sephardischer Oberrabbiner in Israel
- Baksht, Jaime, mexikanischer Tonmeister
- Baksi, Mahmut (1944–2000), kurdisch-schwedischer Journalist und Schriftsteller
- Bakšinskas, Artūras (1960–2022), litauischer Jurist, Manager und Politiker
- Bakst, Léon (1866–1924), russisch-französischer Maler und Bühnenbildner
- Bakšys, Raimondas (* 1966), litauischer Jurist und Politiker, stellvertretender Justizminister

### Bakt
- Baktash, Hanif (* 1961), afghanischer Dichter und Historiker

### Baku
- Baku, Makana (* 1998), deutsch-kongolesischer Fußballspieler
- Baku, Ridle (* 1998), deutsch-kongolesischer FußballspielerRidle Baku (* 1998)

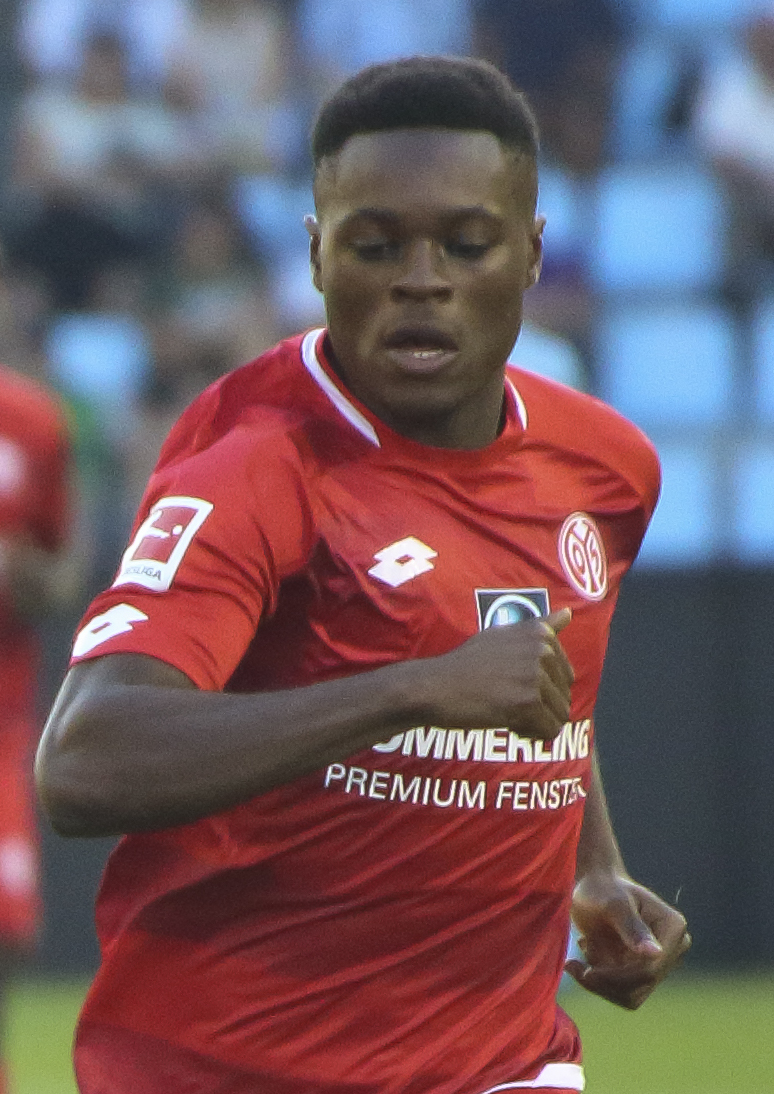
Ridle Baku (* 1998)

- Bakula, Andrea (* 1981), kroatische Tischtennisspielerin
- Bakuła, Bogusław (* 1954), polnischer Literaturhistoriker und Literaturkritiker sowie Übersetzer
- Bakula, Kushok (1917–2003), religiöse Anführer der Pethup Gonpa in Spituk, Ladakh, Indien
- Bakuła, Leszek (1930–1997), polnischer Lyriker und Schriftsteller
- Bakuľa, Michal (1911–1983), slowakischer kommunistischer Politiker
- Bakula, Scott (* 1954), US-amerikanischer SchauspielerScott Bakula (* 1954)

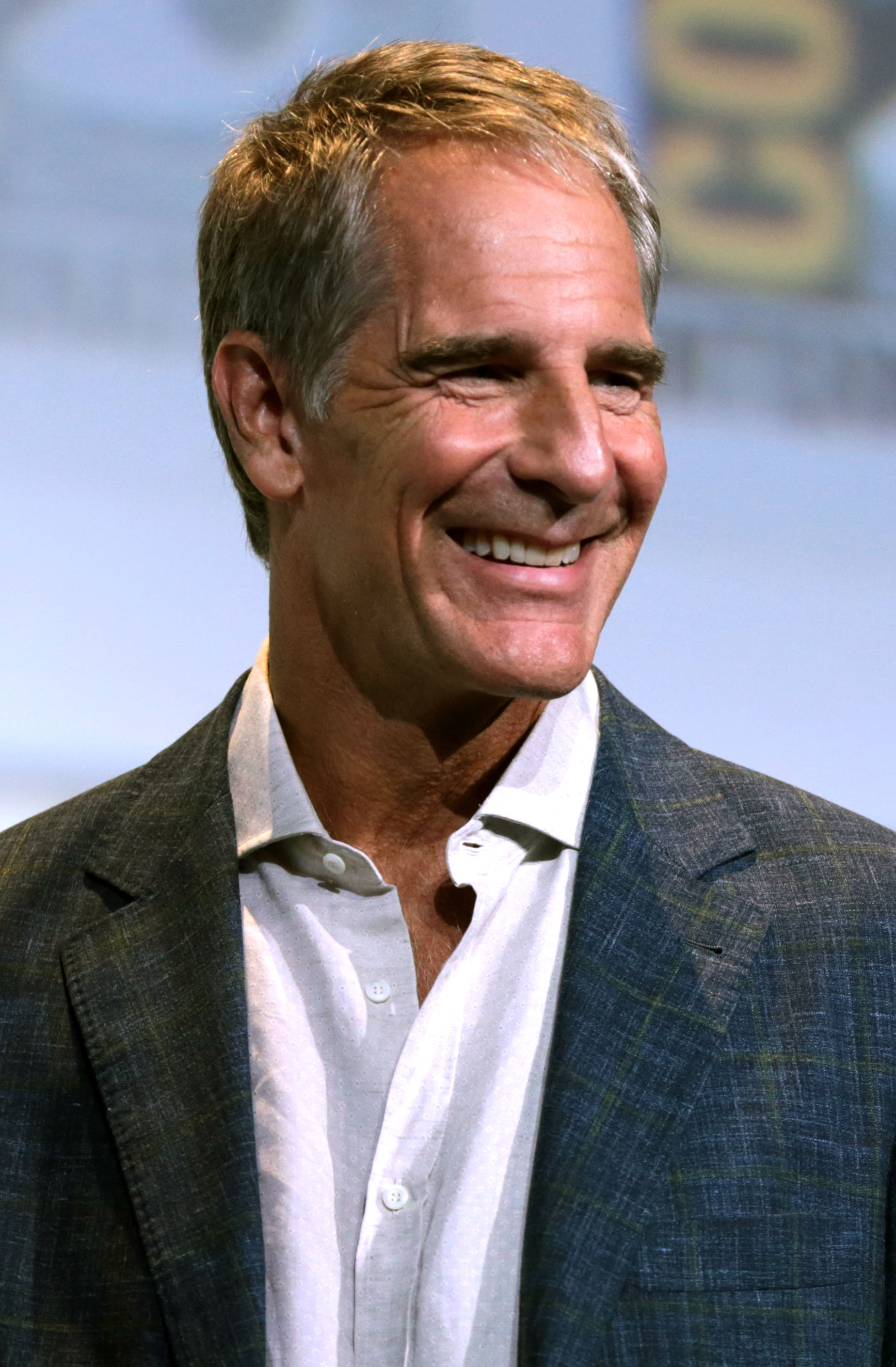
Scott Bakula (* 1954)

- Bakulin, Barbara (* 1950), polnische Sprinterin
- Bakulin, Sergei Wassiljewitsch (* 1986), russischer Geher
- Bakulin, Wladimir Nikolajewitsch (1939–2012), sowjetischer Ringer
- Bakum, Rodion (* 1990), deutscher Politiker (SPD) und Landtagsabgeordneter in Nordrhein-Westfalen
- Bakumovski, Eugen (* 1980), deutscher Volleyball-Nationalspieler
- Bakumovski, Stanislav (* 1984), deutscher Volleyball- und Beachvolleyballspieler
- Bakunin, Maria (1873–1960), russisch-italienische Chemikerin und Biologin
- Bakunin, Michail Alexandrowitsch (1814–1876), russischer Revolutionär und Anarchist
- Bakunts, Axel (1899–1937), armenischer Schriftsteller
- Bakuschinski, Anatoli Wassiljewitsch (1883–1939), russischer Kunstwissenschaftler und Hochschullehrer

### Bakw
- Bakwa, Dilane (* 2002), französisch-kongolesischer Fußballspieler

### Baky
- Báky, Josef von (1902–1966), ungarischer Filmregisseur
- Bakyenga, Paul K. (1944–2023), ugandischer Geistlicher, römisch-katholischer Erzbischof von Mbarara